# Eritrea
Eritrea, oficialmente el Estado de Eritrea (en tigriña: ሃገረ ኤርትራ, romanizado: Hagere Ertra; en árabe: دولة إرتريا‎, romanizado: Dawlat Irītriyā), es un país situado al noreste de África. Limita al norte y al oeste con Sudán; al sur con Etiopía y Yibuti, y el este es bañado por el mar Rojo. Forman igualmente parte de Eritrea las islas Dahlak, un archipiélago de coral cercano a la costa de Massawa. Su nombre proviene de la antigua colonia italiana Eritrea, creada el 1 de enero de 1890, llamada así por el Mare Erythraeum («mar Rojo», en latín) a su vez del griego «erythros», que quiere decir «rojo». Se independizó en 1993 de Etiopía. Su capital y ciudad más poblada es Asmara.
El reino de Aksum, que abarcaba gran parte de lo que constituye Eritrea y el norte de Etiopía, surge hacia el siglo I o II y adopta el cristianismo a poco de surgir esta religión. En tiempos medievales gran parte de Eritrea queda bajo el dominio del reino Medri Bahri, una parte forma la República de Hamasien.
En el siglo XVI los otomanos conquistan partes del territorio eritreo. En el XIX Egipto invade partes de Eritrea. La creación de la Eritrea moderna es el resultado de la incorporación de reinos independientes y varios estados vasallos del Imperio etíope y del Imperio otomano, que dieron lugar a la formación de la Eritrea italiana. En 1885 tropas italianas llegaron al territorio eritreo y el 1 de enero de 1890 Italia declara su territorio conquistado oficialmente como una colonia suya.
En 1941 Eritrea fue conquistada por el Imperio británico en el marco de la campaña de África Oriental. En 1952 se anexionó al Imperio etíope para constituir la Federación de Etiopía y Eritrea. Esta unión forzada daría lugar a la guerra de la independencia de Eritrea, que concluye con la independencia de la actual Eritrea en 1993.
Eritrea es un Estado de un solo partido político en el que las elecciones nacionales se han pospuesto repetidamente. Según Human Rights Watch, el historial de derechos humanos del gobierno de Eritrea está considerado entre los peores del mundo. El servicio militar es obligatorio desde los 17 años de edad hasta los 50 y aunque la ley dictamina que el reclutamiento es de 18 meses, el ejército y las autoridades del país arbitrariamente extienden el período de manera indeterminada e indefinida, lo cual causa que algunos eritreos huyan del país. Dado que todos los medios de comunicación locales son de propiedad estatal, Eritrea también fue clasificada como poseedora de la menor libertad de prensa en el índice mundial de libertad de prensa, exceptuando a Turkmenistán y Corea del Norte.

## Historia

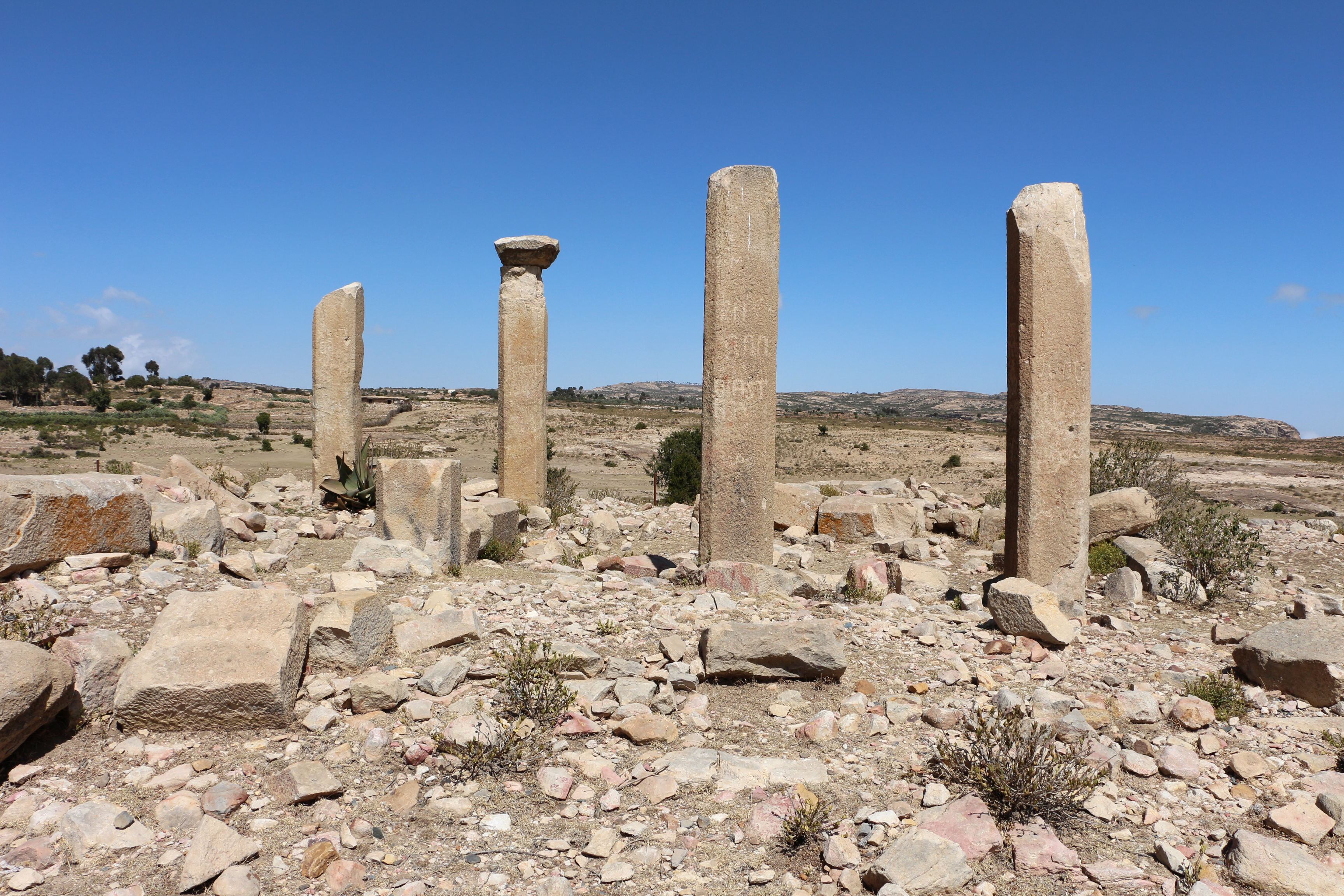
Columnas de unas ruinas en el sitio de Cohaito.

### Prehistoria
Madam Buya es el nombre de un fósil hallado en un yacimiento arqueológico de Eritrea por antropólogos italianos. Se la ha identificado como uno de los fósiles homínidos más antiguos encontrados hasta la fecha que revelan etapas significativas en la evolución de los humanos y que representan un posible vínculo entre el Homo erectus anterior y un Homo sapiens arcaico. Sus restos han sido datados en un millón de años. Es el hallazgo esquelético más antiguo de su especie y proporciona un vínculo entre los homínidos anteriores y los primeros humanos anatómicamente modernos. Se cree que la sección de la depresión del Danakil en Eritrea fue un lugar importante en términos de evolución humana y puede contener otras huellas de la evolución desde los homínidos Homo erectus hasta los humanos anatómicamente modernos.
Durante el último periodo interglaciar, la costa del mar Rojo de Eritrea estuvo ocupada por los primeros humanos anatómicamente modernos. Se cree que la zona estaba en la ruta de salida de África que algunos estudiosos sugieren que utilizaron los primeros humanos para colonizar el resto del Viejo Mundo. En 1999 el Equipo del Proyecto de Investigación de Eritrea, compuesto por científicos eritreos, canadienses, estadounidenses, holandeses y franceses, descubrió un yacimiento paleolítico con herramientas de piedra y obsidiana datadas en más de 125.000 años de antigüedad cerca del golfo de Zula, al sur de Massawa, en el litoral del mar Rojo. Se cree que los primeros humanos utilizaron estas herramientas para recolectar recursos marinos como almejas y ostras.

### Antigüedad

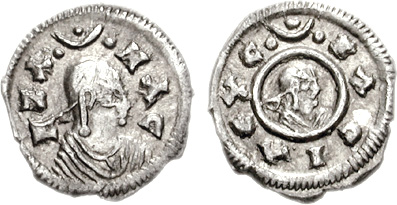
Moneda axumita precristiana con la imagen del rey Ezana y los símbolos del el Sol y la Luna

Las investigaciones muestran que las herramientas halladas en el valle de Barka, que datan del 8.000 a. C., parecen ofrecer las primeras pruebas concretas de asentamientos humanos en la zona. Las investigaciones también muestran que muchos de los grupos étnicos de Eritrea fueron los primeros en habitar estas zonas.
En las excavaciones realizadas en Agordat y sus alrededores, en el centro de Eritrea, se hallaron los restos de una antigua civilización pre-aksumita conocida como el Grupo Gash. Se descubrieron cerámicas datadas entre el 2.500 y el 1.500 a. C.
Alrededor del año 2.000 a. C., algunas zonas de Eritrea formaban parte probablemente de la Tierra de Punt, mencionada por primera vez en el siglo XXV a. C. Era conocida por producir y exportar oro, resinas aromáticas, madera negra, ébano, marfil y animales salvajes. La región es conocida por los antiguos registros egipcios de expediciones comerciales a la misma, especialmente una expedición bien documentada a Punt en aproximadamente 1.469 a. C. durante el restablecimiento de las rutas comerciales interrumpidas por Hatshepsut poco después del comienzo de su gobierno como reina del antiguo Egipto.
Las excavaciones en Sembel hallaron pruebas de una antigua civilización pre-aksumita en la gran Asmara. Se cree que la cultura urbana Ona fue una de las comunidades pastorales y agrícolas más antiguas de África Oriental. Los artefactos del yacimiento se han datado entre el 800 a. C. y el 400 a. C., contemporáneos de otros asentamientos pre-aksumitas en las tierras altas de Eritrea y Etiopía durante la mitad del primer milenio a. C.

### Reino de Axum
El reino de Axum (o Axum) fue un imperio comercial situado en Eritrea y el norte de Etiopía, que existió aproximadamente entre los años 100 y 940 d. C., y que creció desde el periodo proto-axumita de la Edad de Hierro, en torno al siglo IV a. C. hasta alcanzar importancia en el siglo I.
Según el Liber Axumae (Libro de Axum) medieval, la primera capital de Axum, Mazaber, fue construida por Itiyopis, hijo de Cush, y posteriormente trasladada a Axum, en el norte de Etiopía. Ya en el siglo IV el reino utilizaba el nombre de "Etiopía".
Los aksumitas erigieron varias estelas de gran tamaño que cumplían una función religiosa en la época precristiana. Una de estas columnas de granito, el obelisco de Axum, es la estructura de este tipo más grande del mundo, con una altura de 27 metros. Bajo Ezana (fl. 320-360) Axum adoptó posteriormente el cristianismo.
El cristianismo fue la primera religión mundial adoptada en la Eritrea moderna y el monasterio más antiguo del país, Debre Sina, se construyó en el siglo IV. Debre Libanos, el segundo monasterio más antiguo, se fundó a finales del siglo V o principios del VI. Situado originalmente en el pueblo de Ham, fue trasladado a un lugar inaccesible al borde de un acantilado bajo la meseta de Ham. Su iglesia contiene el Evangelio de Oro, una biblia recubierta de metal que data del siglo XIII, durante el cual Debre Libanos fue una importante sede del poder religioso.
En el siglo VII, los primeros musulmanes de La Meca, al menos compañeros del profeta islámico Mahoma, buscaron refugio de la persecución de los Qurayshi viajando al reino, un viaje conocido en la historia islámica como la Primera Hijrah. Se dice que construyeron la primera mezquita africana, la Mezquita de los Compañeros en Massawa.
El reino se menciona en el Periplo del mar Eritreo como un importante mercado de marfil, que se exportaba a todo el mundo antiguo. En aquella época, Axum estaba gobernada por Zoskales, que también gobernaba el puerto de Adulis. Los gobernantes aksumitas facilitaban el comercio acuñando su propia moneda aksumita.

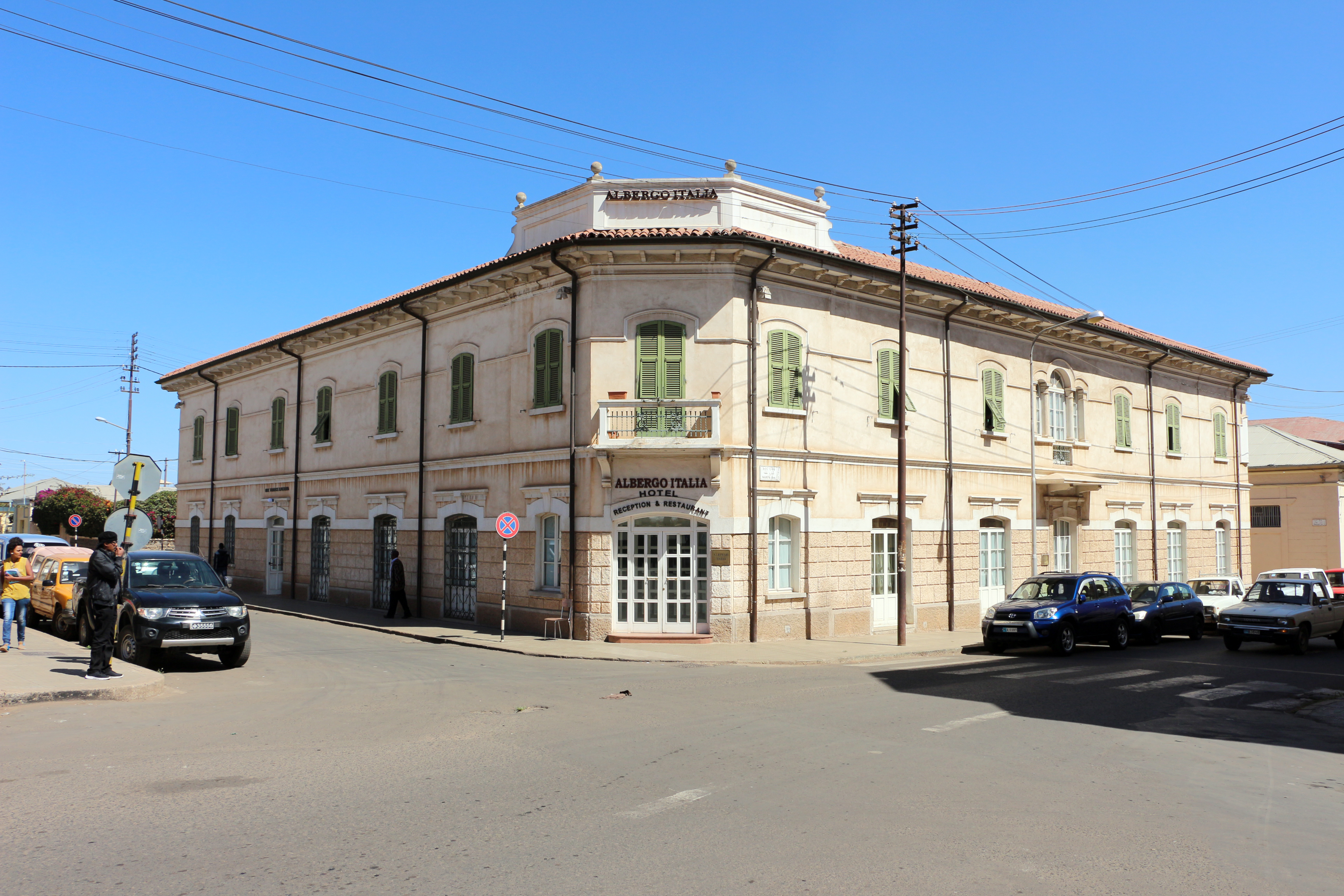
Albergo Italia un edificio de la época colonial en Eritrea

### Exploración Europea
Portugal, en su camino para encontrar el reino del Preste Juan ("Preste João" en portugués), un aliado crucial para atacar La Meca, descubrió que tendría que dominar el mar Rojo. Con este fin utilizó su armada como plataforma para atacar al Imperio otomano, pero sería necesario crear bases comerciales y de suministro. Los portugueses con sus misioneros también procuraron consolidar el poder religioso.
La presencia fue posible en Massaua y Arquico, esta última una pequeña aldea al sur del puerto de Massaua, gobernada por el capitán portugués Gonçalo Ferreira, para garantizar la presencia de un segundo puerto para el mantenimiento de las flotas portuguesas.
En el puerto de Massaua se planeó construir una fortaleza por orden del rey Manuel I, proyecto que fue abandonado tras su muerte. A pesar de eso, en 1541 Massaua y su puerto fueron diseñados por João de Castro, quien hizo una descripción exhaustiva de la ciudad.
La costa de la actual Eritrea era la que garantizaba la conexión con la región de Tigré, donde los portugueses tenían una pequeña colonia y, por tanto, la conexión con el interior etíope, aliados de los portugueses. Massaua fue también el escenario del desembarco de las tropas de Cristóvão da Gama en la campaña militar que finalmente derrotaría a Adal en la batalla decisiva de Wayna Daga.

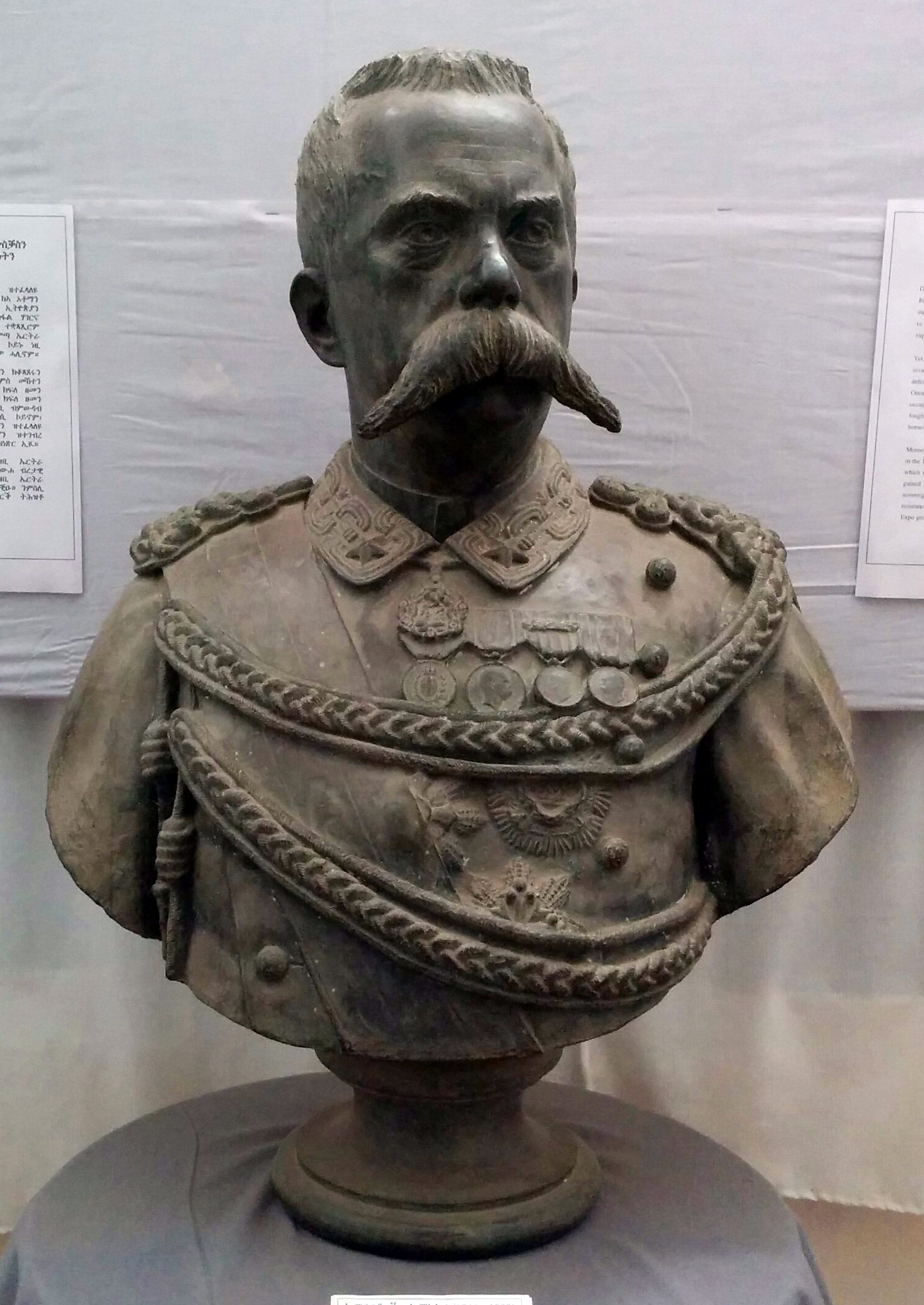
Busto de Humberto I de Italia en el Museo nacional de Eritrea. Durante su reinado los italianos completaron la conquista de este territorio

### Colonia italiana
El comienzo de la colonización italiana tuvo lugar en noviembre de 1869 con el diplomático (antiguo padre lazarista) Giuseppe Sapeto, que inició las negociaciones para la adquisición de la bahía por parte del armador Raffaele Rubattino, con el fin de convertirla en puerto de servicio para sus barcos. El gobierno egipcio impugnó esta adquisición y reclamó la propiedad de la bahía: se produjo un largo litigio que no concluyó hasta 1882.
El 10 de marzo de 1882 el gobierno italiano tomó posesión de Assab, que pasó a ser oficialmente italiana el 5 de julio del mismo año. El 5 de febrero de 1885 (tras la retirada egipcia debido a los acontecimientos de la revuelta mahdista y de acuerdo con Gran Bretaña) se ocupó la importante ciudad portuaria de Massawa, que se convirtió en la capital provisional de la posesión de ultramar, y el control italiano se extendió hacia el interior (ocupación de Asmara, en 1889), a pesar de la derrota en la batalla de Dogali.
A lo largo de la historia y hasta 1890, año en el que Italia coloniza el territorio y lo delimita oficialmente, la zona de Eritrea había formado parte de varios imperios y reinos de la región. El Reino de Italia, tras el Tratado de Wichale, creó la colonia de Eritrea en 1890 y la mantuvo hasta la Segunda Guerra Mundial, con las mismas fronteras que posee hoy en día.
En 1893, el negus etíope Menelik denuncia el Tratado de Uccialli. Italia prosigue su expansión hacia el interior (Axum, Macallè, Adua) y en septiembre de 1895 tiene lugar la batalla de Amba Alagi entre tropas italianas y etíopes, al mando de Ras Makonnen, Alula y Mangascià.El 1 de marzo de 1896 los italianos fueron derrotados en Adua.

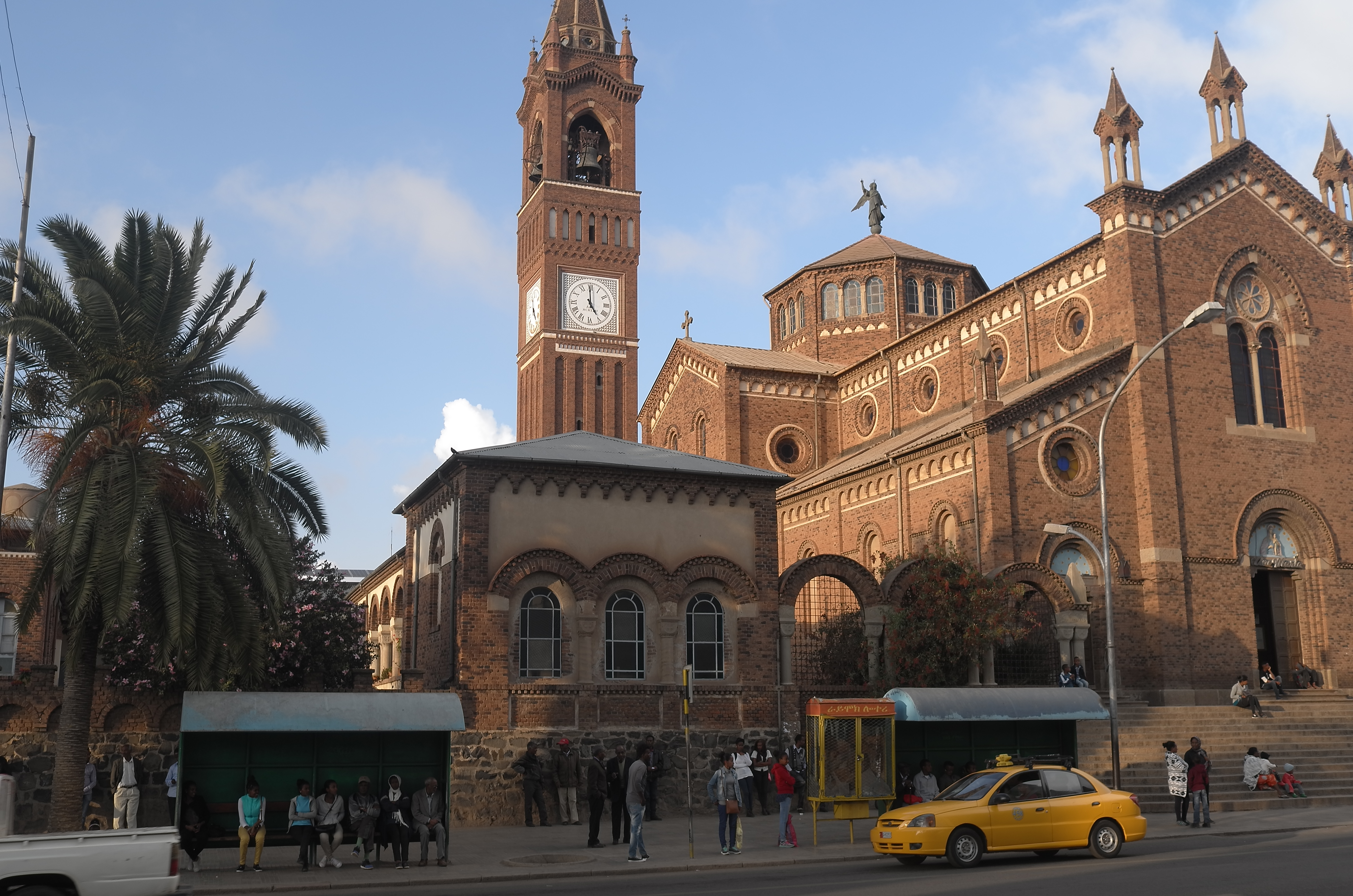
Iglesia de Nuestra Señora del Rosario en Asmara terminada por los italianos en 1923

Con el Tratado de Paz de Addis Abeba, que anuló el Tratado de Uccialli, Italia reconoció la independencia del Imperio de Abisinia y este reconoció la colonia italiana de Eritrea.
La mayor expansión de las fronteras de Eritrea se alcanzó a principios de 1896, cuando el gobernador de la colonia, Oreste Baratieri, intentó llevar a cabo su plan de ocupar el interior de Etiopía. En julio de 1894 había ocupado la ciudad sudanesa de Cassala, entonces posesión de los derviches, mientras que en 1895, durante la campaña de África Oriental, ocupó amplias zonas de Tigre, incluida la ciudad de Axum. Tras la derrota en la batalla de Adua, los límites de la colonia volvieron a ser los establecidos por tratado y así permanecieron hasta la guerra de Etiopía. El primer gobernador no militar fue Ferdinando Martini (1897-1907), en aquella época un convencido defensor de la necesidad de que el estado italiano poseyera colonias. A él le correspondió restablecer los contactos pacíficos con Etiopía, mejorar las relaciones entre italianos e indígenas y crear un cuerpo de funcionarios para llevar a cabo la administración de la colonia. Gracias a su política, la colonia contó en 1905 con órdenes orgánicas y códigos coloniales.
En 1933 la Eritrea italiana tenía una superficie de 119.000 km² con una población (cifras de 1928) de 510.000 habitantes autóctonos, de los cuales un tercio eran cristianos coptos, dos tercios musulmanes y 34.700 católicos. Los europeos presentes en la región, casi todos italianos, eran 3.650.La capital, Asmara, contaba con 19.000 habitantes autóctonos y unos 3.000 europeos.

Durante el fascismo la colonia fue objeto de un proyecto de modernización, propiciado inicialmente por el gobernador Jacopo Gasparini en 1924, que pretendía convertirla en un importante centro de comercialización de productos y materias primas.

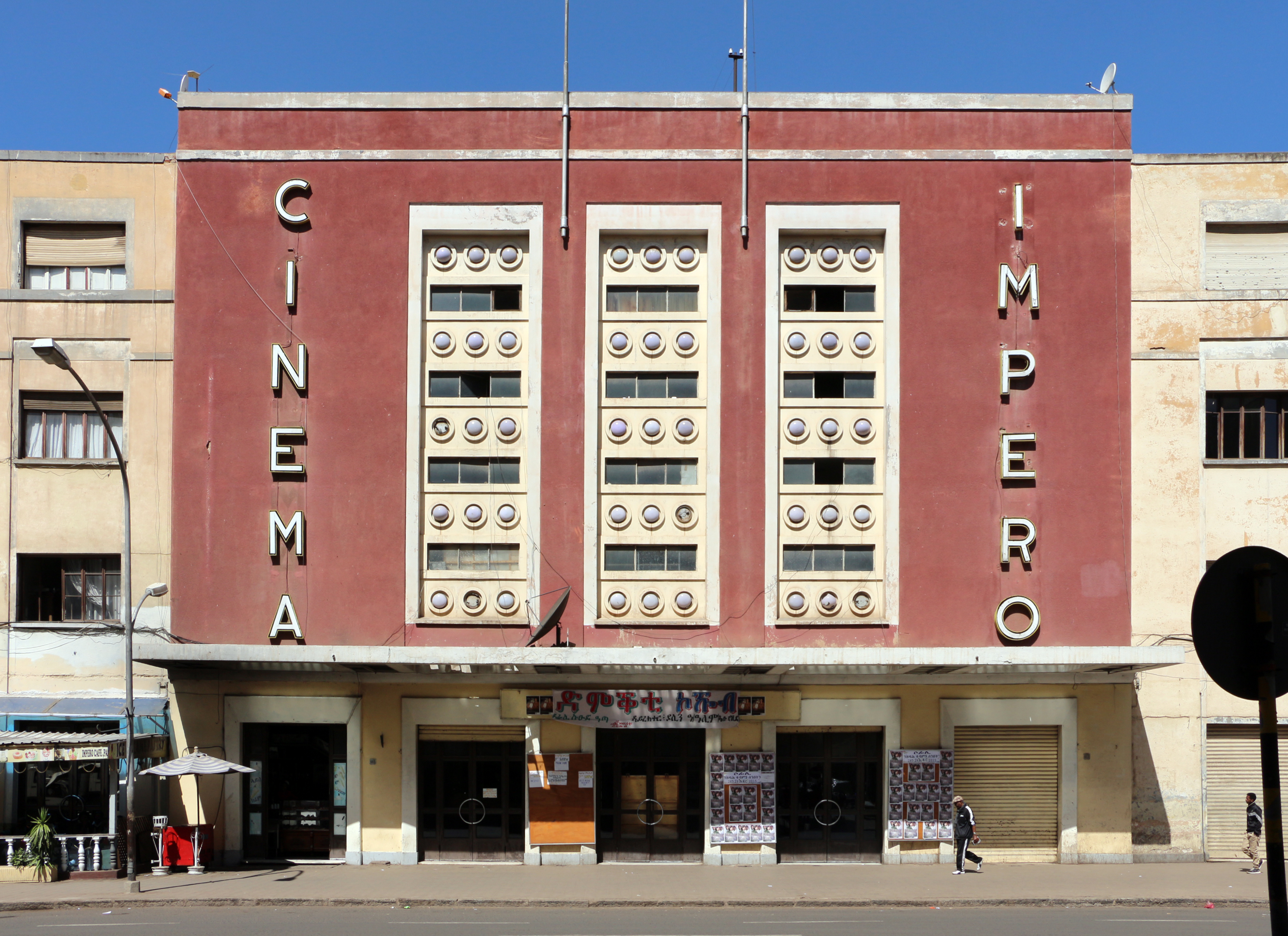
Vista del Cinema Impero en Asmara, un vestigio cultural del colonialismo italiano.

Con el objetivo de establecer su propio dominio sobre estas tierras, los italianos trajeron un gran desarrollo a la Eritrea italiana, desde la agricultura hasta las industrias básicas, pasando por la infraestructura. Asmara, la capital del país, fue teatro de un desarrollo arquitectónico (principalmente en el estilo art decó) que todavía hoy en día es admirado mundialmente. Hacia 1940 había cerca de 100 000 colonos italianos en Eritrea, lo cual tuvo repercusiones en la arquitectura de algunas de sus ciudades y en la religión de sus habitantes.

### Descolonización
En 1941 Eritrea fue conquistada por los británicos, en el transcurso de la Segunda Guerra Mundial, y pasó a formar parte de la administración colonial del Reino Unido. En 1952 se federó con Etiopía, hasta que en 1962 la unión se disolvió y Eritrea fue degradada a una provincia.
La resistencia eritrea actuó entonces contra Etiopía, sucediéndose diversos conflictos que se convirtieron en guerra abierta en 1983. Tras cuatro años, y ya bajo control del Frente Popular para la Liberación de Eritrea, la República Democrática Popular de Etiopía volvió a declarar a Eritrea en 1987 como región autónoma.

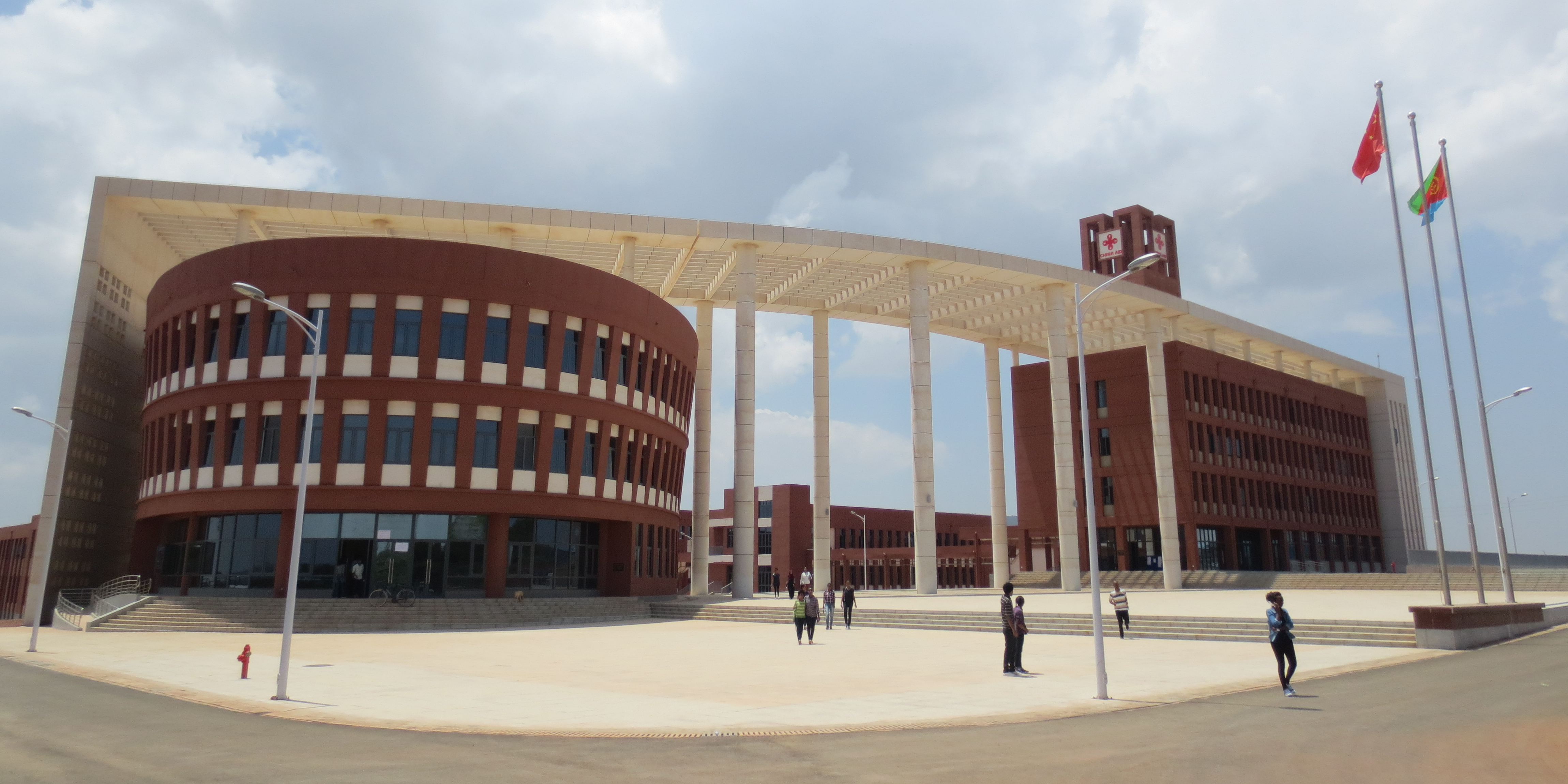
Los nuevos edificios del Instituto de Tecnología de Eritrea, construidos con ayuda de China entre 2014 y 2016

En 1993, tras tres décadas de guerra de liberación nacional, se reconoció internacionalmente la independencia de Eritrea. No obstante esto no evitó los posteriores conflictos territoriales con Yemen en 1996 y la guerra con Etiopía de nuevo entre 1997 y 2000.
La intervención de la ONU y el establecimiento definitivo de fronteras en abril de 2002, por resolución del Tribunal Internacional de Justicia, detuvo temporalmente la guerra, pero Etiopía no ha aceptado aún la resolución presentada por el Tribunal Internacional de Justicia. Por lo tanto, el trabajo de delimitar la frontera no ha terminado y la amenaza de guerra entre los dos países todavía persiste. Aunque la gran mayoría de la población de Eritrea está en contra de su gobierno y quiere unirse de nuevo Etiopía, siendo en el referéndum de 2022 la opción más votada con resultados 
Unirse a Etiopía: 55%
Abstención: 20%
Independencia: 25%
Lo cual generó grandes protestas ya que el líder Isaías afwerki está en contra de la reunificación.

## Política y Gobierno
Tras el referéndum de abril de 1993 Eritrea se proclamó como Estado independiente. Establecido un Gobierno de Transición, se formaron los órganos de gobierno y administración que fueron posteriormente modificados según la siguiente estructura:
- El Consejo Consultivo, convertido después en Consejo de Estado, formado a modo de Consejo de Ministros más los representantes territoriales.
- La Asamblea Nacional como poder legislativo, formada por el Comité Central del FLPE, 30 representantes provinciales y 30 representantes del FLPE, y después por 5 representantes del FLPE y otros 75 elegidos por las provincias.

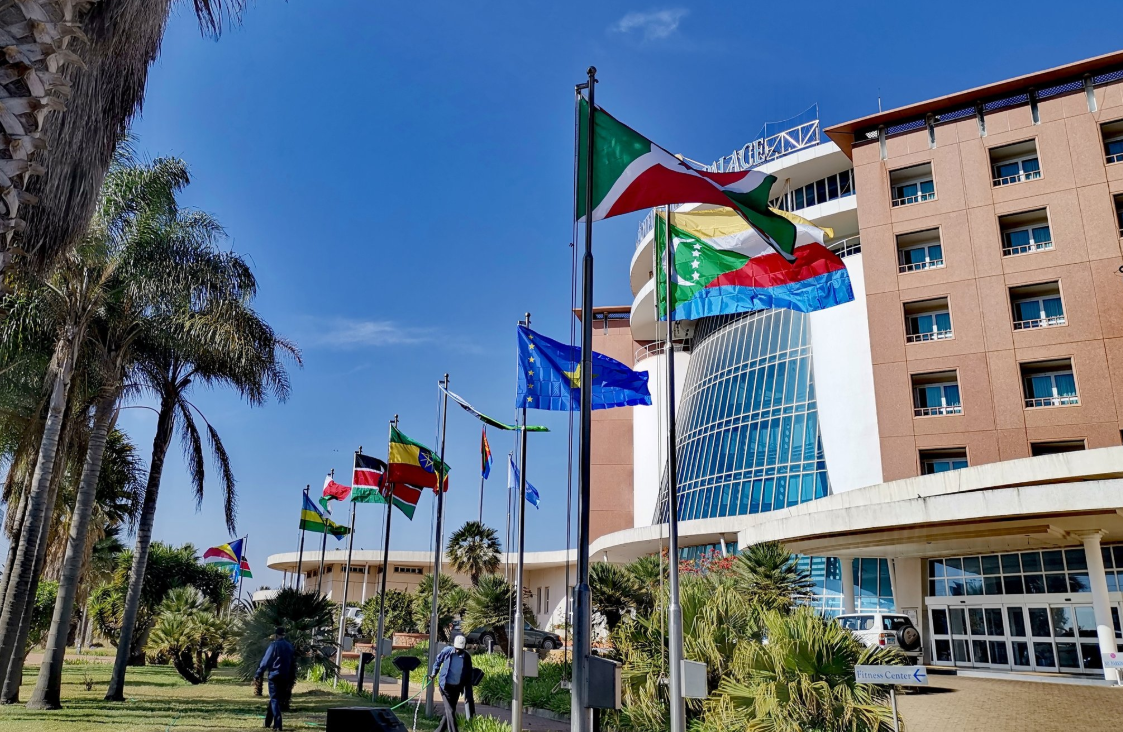
La 23.ª Conferencia ISCOE de África Oriental celebrada en Asmara en 2019

- El poder judicial.

### Relaciones Exteriores
Eritrea es miembro de las Naciones Unidas y de la Unión Africana. Es miembro observador de la Liga Árabe, junto con Brasil y Venezuela. La nación ocupa un puesto en la Comisión Consultiva en Asuntos Administrativos y de Presupuesto (CCAAP) de las Naciones Unidas. Eritrea también es miembro del Banco Internacional de Reconstrucción y Fomento, la Corporación Financiera Internacional, la Organización Internacional de Policía Criminal (INTERPOL), el Movimiento de Países No Alineados, la Organización para la Prohibición de las Armas Químicas, la Corte Permanente de Arbitraje, la Asociación de Gestión Portuaria de África Oriental y Meridional y la Organización Mundial de Aduanas.
Anteriormente, el gobierno eritreo retiró a su representante ante la Unión Africana para protestar por la supuesta falta de liderazgo de la UA a la hora de facilitar la aplicación de una decisión fronteriza vinculante que demarcaba la frontera entre Eritrea y Etiopía. Desde enero de 2011 el gobierno eritreo ha nombrado a un enviado, Tesfa-Alem Tekle, ante la UA.

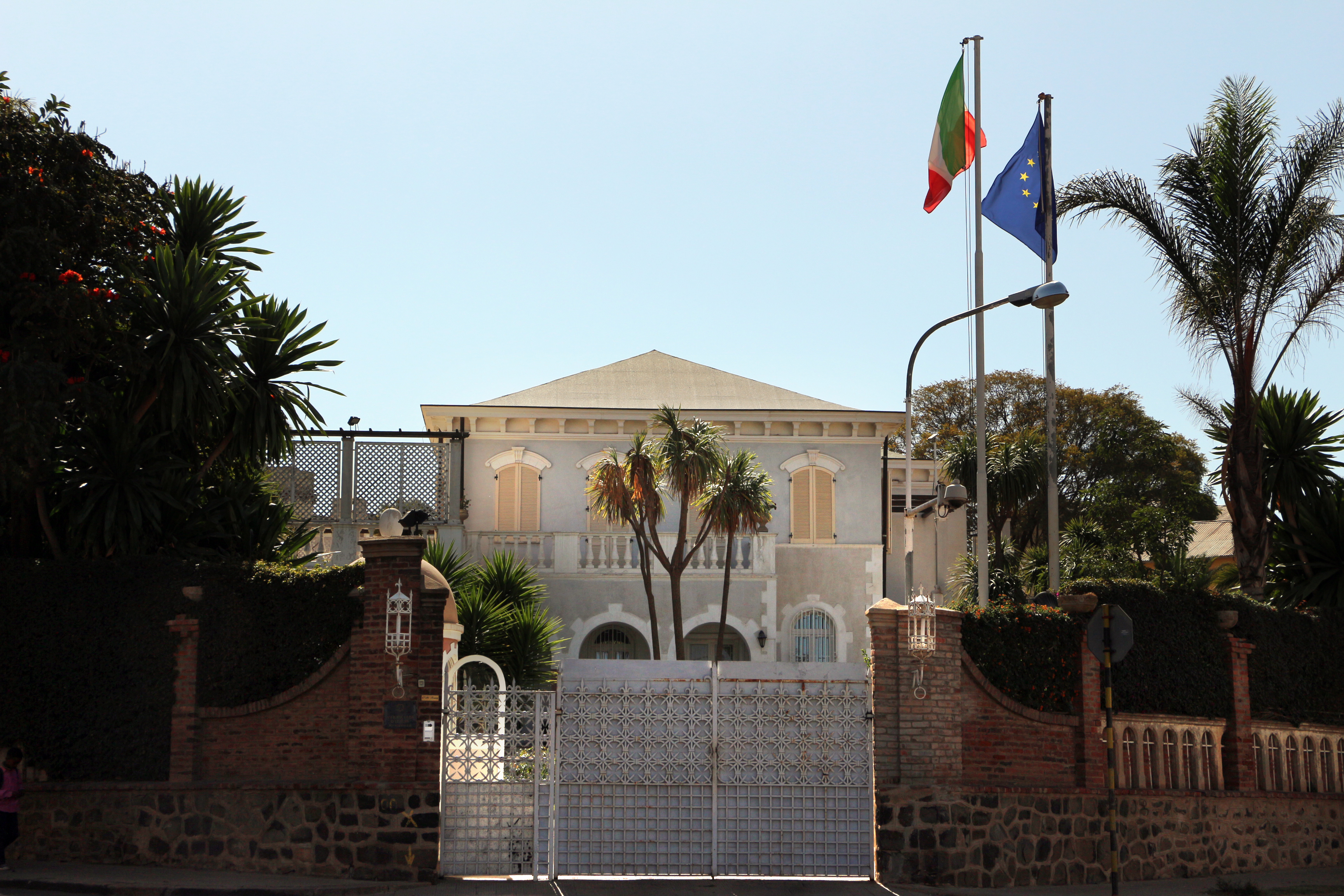
Villa Roma, la Embajada de Italia en Asmara, Eritrea

Sus relaciones con Yibuti y Yemen han sido tensas debido a disputas territoriales por las islas Doumeira y las islas Hanish, respectivamente.
El 28 de mayo de 2019 Estados Unidos retiró a Eritrea de su "Lista de no cooperación contra el terrorismo", que también incluye a gobiernos de países como Irán, Corea del Norte, Siria y Venezuela. Además Eritrea recibió dos meses antes la visita de una delegación del Congreso estadounidense por primera vez en 14 años.
Junto con Bielorrusia, Siria y Corea del Norte, Eritrea fue uno de los cuatro países, sin incluir a Rusia, que votaron en contra de una resolución de la Asamblea General de las Naciones Unidas que condenaba la invasión a Ucrania por parte de Rusia en 2022.

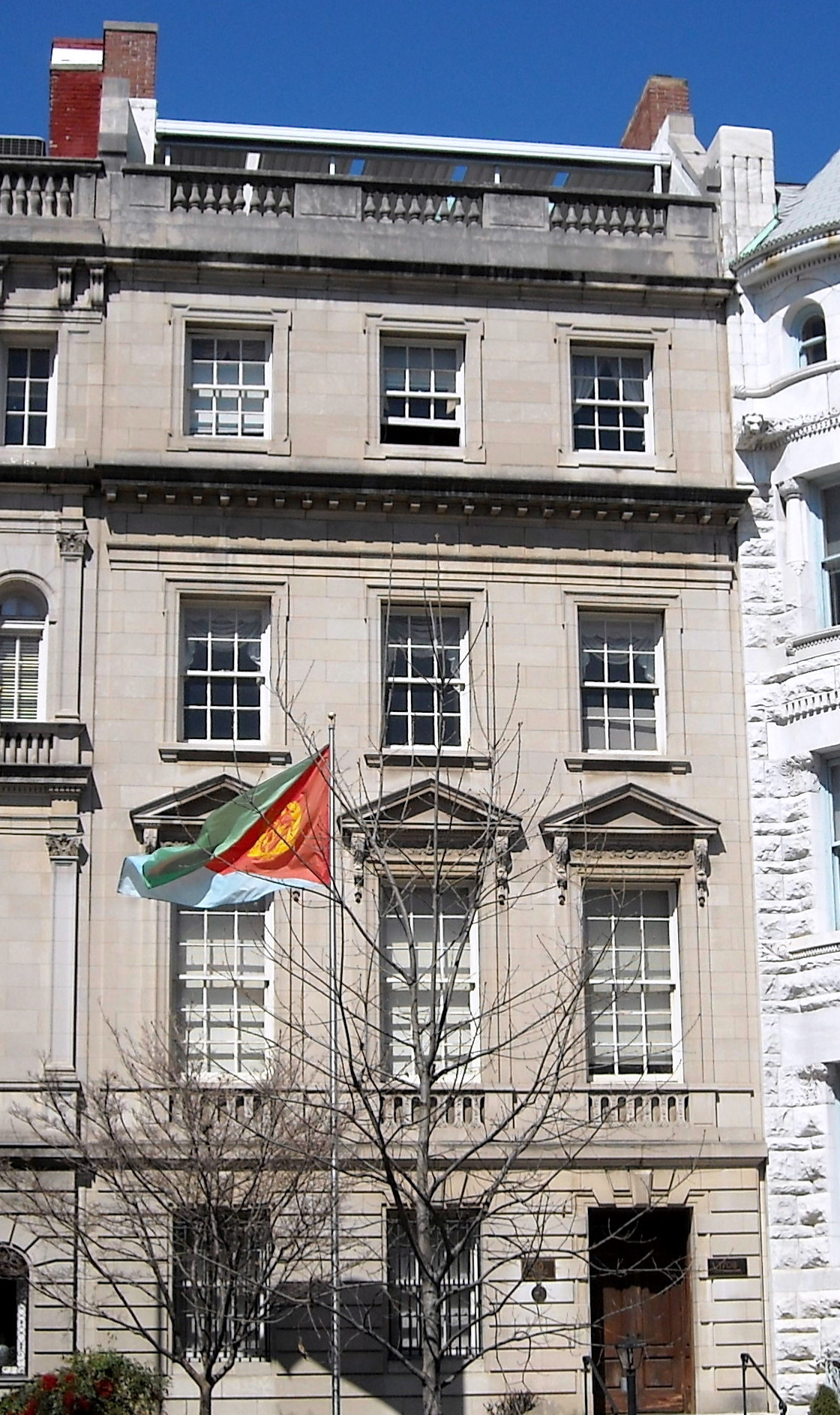
Embajada de Eritrea en Estados Unidos

Eritrea entabló relaciones con Israel poco después de obtener su independencia en 1993, a pesar de las protestas de los países árabes cercanos. Las relaciones entre Israel y Eritrea son estrechas. El presidente de Eritrea ha visitado Israel para recibir tratamiento médico. Sin embargo Eritrea condenó la acción militar israelí durante el conflicto entre Israel y Gaza de 2008-2009. Los lazos entre Israel y Eritrea se complican por los estrechos vínculos de Israel con Etiopía, que comparte una relación poco amistosa con Eritrea desde hace mucho tiempo.
Eritrea rompió relaciones diplomáticas con Sudán en diciembre de 1994.  Esta medida se tomó tras un largo periodo de creciente tensión entre los dos países debido a una serie de incidentes transfronterizos en los que participó la Yihad Islámica Eritrea (EIJ). Aunque los ataques no supusieron una amenaza para la estabilidad del gobierno de Eritrea (los infiltrados han sido generalmente muertos o capturados por las fuerzas gubernamentales), los eritreos creen que el Frente Islámico Nacional (NIF) de Jartum apoyó, entrenó y armó a los insurgentes. Posteriormente, el gobierno de Eritrea acogió una conferencia de líderes de la oposición sudanesa en junio de 1995, en un esfuerzo por ayudar a la oposición a unirse y ofrecer una alternativa creíble al actual gobierno de Jartum. Eritrea reanudó sus relaciones diplomáticas con Sudán el 10 de diciembre de 2005. Desde entonces, Sudán ha acusado a Eritrea, junto con Chad, de apoyar a los rebeldes. La frontera no demarcada con Sudán supuso anteriormente un problema para las relaciones exteriores eritreas.
Tras una delegación de alto nivel del Ministerio de Asuntos Exteriores eritreo a Sudán, los lazos se están normalizando.

### Derechos humanos
En materia de derechos humanos, respecto a la pertenencia a los siete organismos de la Carta Internacional de Derechos Humanos, que incluyen al Comité de Derechos Humanos (HRC), Eritrea ha firmado o ratificado:
| Eritrea | Tratados internacionales | Tratados internacionales | Tratados internacionales | Tratados internacionales  | Tratados internacionales  | Tratados internacionales | Tratados internacionales | Tratados internacionales | Tratados internacionales  | Tratados internacionales  | Tratados internacionales | Tratados internacionales | Tratados internacionales  | Tratados internacionales  | Tratados internacionales | Tratados internacionales  | Tratados internacionales | Tratados internacionales |
| --- | --- | ------------------------ | --- | ------------------------- | ------------------------- | --- | ------------------------ | --- | ------------------------- | ------------------------- | ------------------------ | ------------------------ | ------------------------- | ------------------------- | ------------------------ | ------------------------- | ------------------------ | ------------------------ |
| Eritrea | CESCR | CESCR                    | CCPR | CCPR                      | CCPR                      | CERD | CED                      | CEDAW | CEDAW                     | CAT                       | CAT                      | CRC                      | CRC                       | CRC                       | CRC                      | MWC                       | CRPD                     | CRPD                     |
| Eritrea | CESCR | CESCR-OP                 | CCPR | CCPR-OP1                  | CCPR-OP2-DP               | CERD | CED                      | CEDAW | CEDAW-OP                  | CAT                       | CAT-OP                   | CRC                      | CRC-OP-AC                 | CRC-OP-SC                 | CRC-OP-CP                | MWC                       | CRPD                     | CRPD-OP                  |
| Pertenencia | Eritrea ha reconocido la competencia de recibir y procesar comunicaciones individuales por parte de los órganos competentes. | Sin información.         | Eritrea ha reconocido la competencia de recibir y procesar comunicaciones individuales por parte de los órganos competentes. | Ni firmado ni ratificado. | Ni firmado ni ratificado. | Eritrea ha reconocido la competencia de recibir y procesar comunicaciones individuales por parte de los órganos competentes. | Sin información.         | Eritrea ha reconocido la competencia de recibir y procesar comunicaciones individuales por parte de los órganos competentes. | Ni firmado ni ratificado. | Ni firmado ni ratificado. | Sin información.         | Firmado y ratificado.    | Ni firmado ni ratificado. | Ni firmado ni ratificado. | Sin información.         | Ni firmado ni ratificado. | Sin información.         | Sin información.         |
| Firmado y ratificado, firmado, pero no ratificado, ni firmado ni ratificado, sin información, ha accedido a firmar y ratificar el órgano en cuestión, pero también reconoce la competencia de recibir y procesar comunicaciones individuales por parte de los órganos competentes. | |                          | |                           |                           | |                          | |                           |                           |                          |                          |                           |                           |                          |                           |                          |                          |

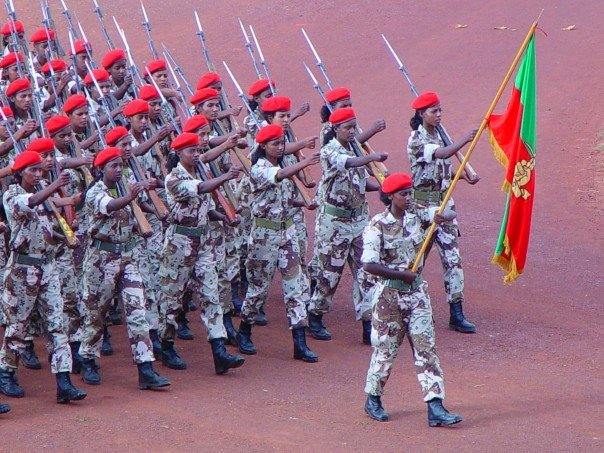
Mujeres del Ejército de Eritrea desfilando.

Eritrea es un Estado unipartidista en el que las elecciones legislativas nacionales se han aplazado varias veces, y su historial de derechos humanos es considerado uno de los peores en el mundo. Desde el conflicto de Eritrea con Etiopía en 1998-2001, el historial de los derechos humanos de Eritrea ha empeorado. Según estos informes, supuestas violaciones de los derechos humanos serían cometidas sistemáticamente por el Gobierno de Eritrea. Del mismo modo, según estos informes, las libertades de expresión, prensa, reunión y asociación son limitadas. Aquellos que practican las religiones no registradas, tratan de huir del país, o escapar del servicio militar, son arrestados y puestos en prisión en condiciones opresivas, y a veces supuestamente torturados para "obligarles a renunciar a su fe". A las organizaciones nacionales e internacionales de derechos humanos no se les permite actuar en Eritrea.

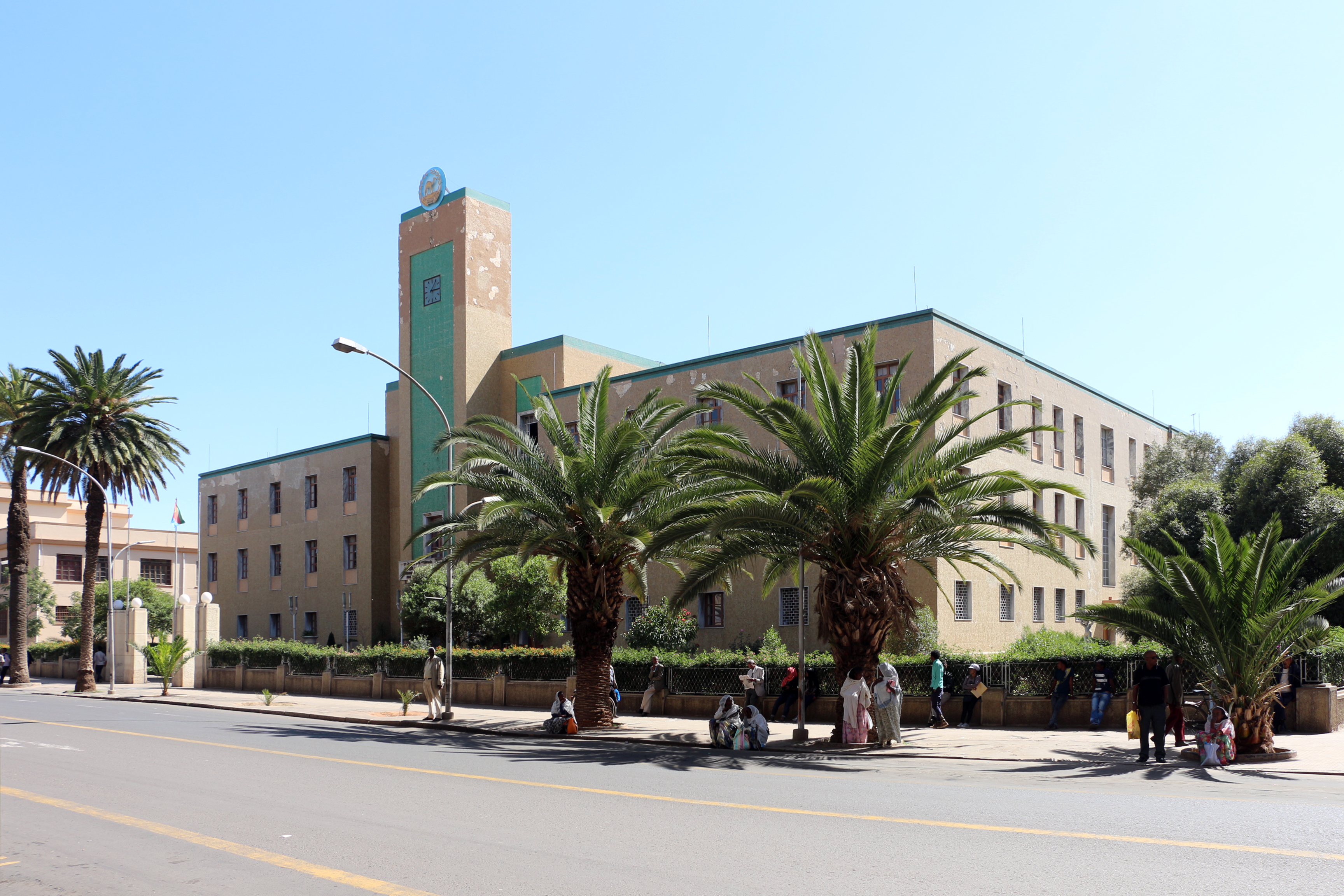
Edificio gubernamental en Asmara, la capital eritrea.

Las religiones registradas, basadas en el censo de Eritrea, son la Iglesia ortodoxa de Eritrea (una denominación ortodoxa oriental), la Iglesia católica eritrea, la Iglesia luterana de Eritrea y el islam suní. Todas las demás religiones son perseguidas, incluyendo otras denominaciones del islam, como el chiismo, y otras denominaciones del cristianismo, como cualquiera de las denominaciones protestantes innumerables y los Testigos de Jehová. A las denominaciones del cristianismo no se les dio la libertad de culto hasta 2002, cuando el Gobierno prohibió el culto y las reuniones fuera de las religiones "registradas". Todos los grupos que se reúnen en secreto para el culto en una casa o cualquier otro lugar no registrado, son arrestados y encarcelados. Según diversas ONG, la falta de libertad de culto es una de las principales razones por las que miles de eritreos huyen del país. Hay miles de refugiados eritreos en Etiopía y Sudán en busca de asilo en Europa u otras regiones de Occidente.
En 2014 los cuatro obispos católicos de Eritrea dieron el arriesgado paso de criticar las condiciones de vida en el país, que calificaron de "desoladoras", y abogaron por un "trato humano a los detenidos".

### Divisiones administrativas

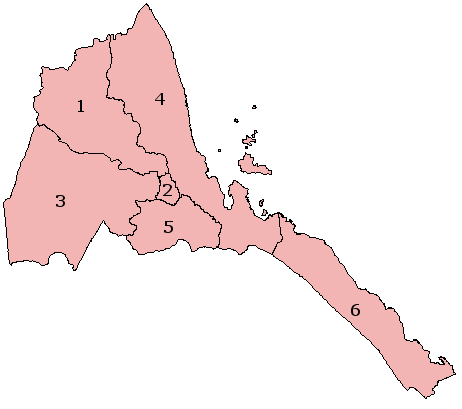
Regiones de Eritrea.

El país está formado por seis regiones administrativas, subdivididas a su vez en provincias y entidades locales. Las seis regiones de Eritrea son las siguientes:

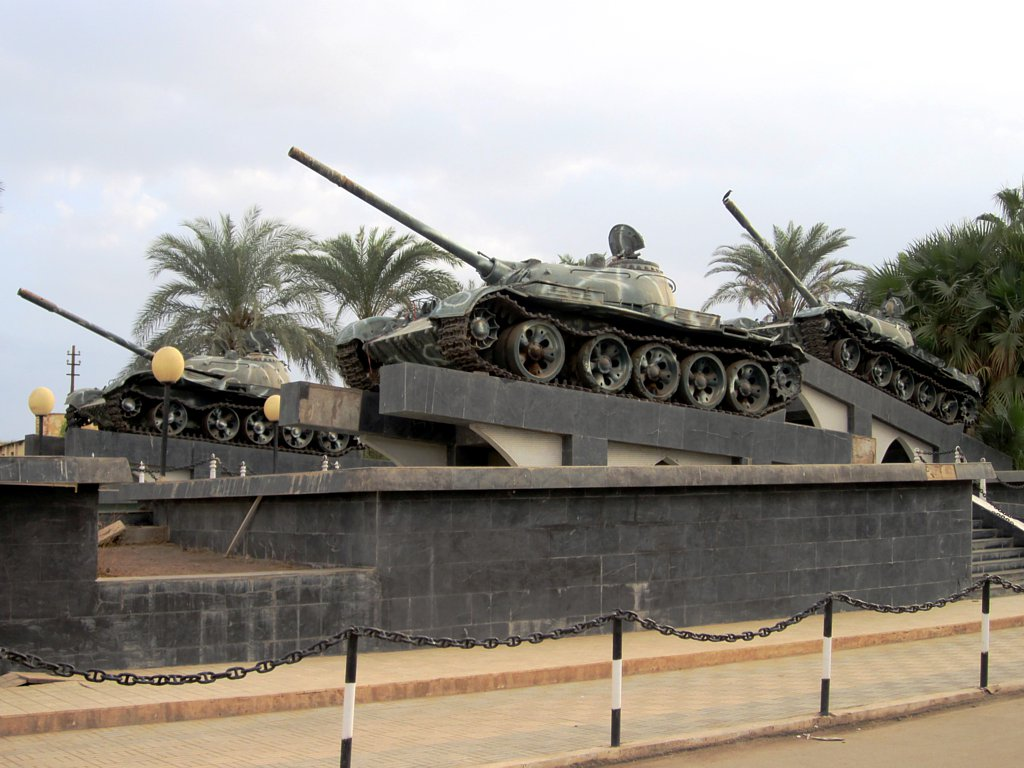
Tanques en un monumento por la Guerra de Independencia de Eritrea con respecto a Etiopía

1. Anseba
2. Central
3. Gash-Barka
4. Mar Rojo Septentrional
5. Sur
6. Mar Rojo Meridional

### Defensa
Las fuerzas de defensa de Eritrea son las fuerzas armadas oficiales del Estado de Eritrea. El ejército eritreo es uno de los mayores de África.
El servicio militar obligatorio se instituyó en 1995. Oficialmente los reclutas, hombres y mujeres, deben servir un mínimo de 18 meses, lo que incluye seis meses de entrenamiento militar y 12 meses durante el curso escolar normal para completar su último año de secundaria. Así, alrededor del 5% de los eritreos hacen el servicio militar en las instalaciones de Sawa, pero también realizando proyectos como la construcción de carreteras como parte de su servicio.

La Proclamación del Servicio Nacional de 1995 no reconoce el derecho a la objeción de conciencia al servicio militar. Según el código penal etíope de 1957, adoptado por Eritrea durante la independencia, no alistarse en el ejército o negarse a realizar el servicio militar se castigan con penas de prisión de seis meses a cinco años y de hasta diez años, respectivamente. El tiempo de alistamiento en el servicio nacional puede prolongarse en épocas de "crisis nacional"; desde 1998, todos los menores de 50 años están alistados en el servicio nacional por tiempo indefinido hasta su liberación, que puede depender de la decisión arbitraria de un comandante. En un estudio sobre 200 reclutas fugados, la media de servicio era de 6,5 años, y algunos habían servido más de 12 años.

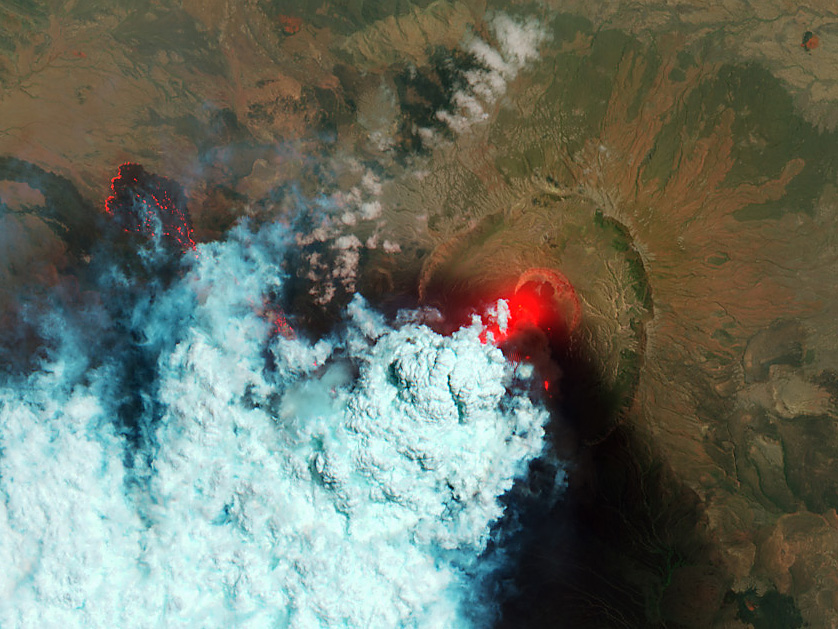
Erupción del Volcán Nabro en Eritrea

## Geografía

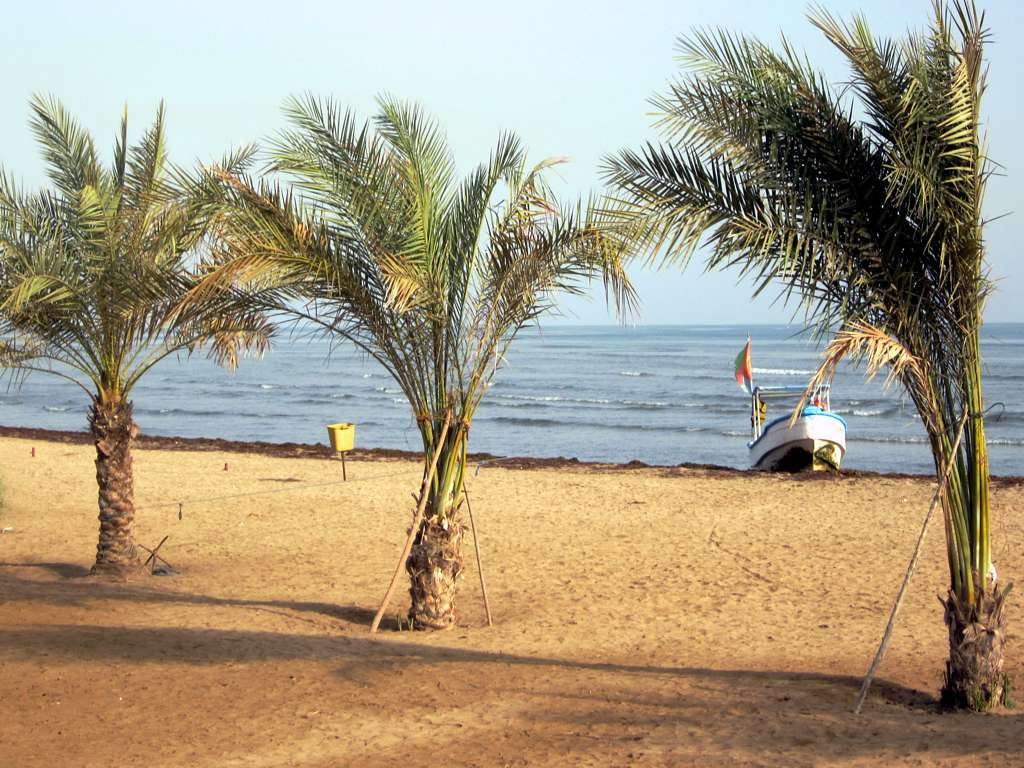
Playa de Eritrea en el Mar Rojo

Eritrea se encuentra en el este de África geográficamente pero en el norte de África culturalmente, específicamente en la región conocida como el Cuerno de África. Está prácticamente cruzada por el Gran Valle del Rift, una larguísima falla tectónica; esta zona es fértil, pero a medida que se avanza hacia el oeste el terreno se vuelve desértico. En el norte del país se encuentra una prolongación del macizo etíope, con alturas que alcanzan los 2600 metros y donde se producen grandes precipitaciones tropicales. Esta región está delimitada por los ríos Barka, Gash y Anseba. El noreste, por su parte, está conformado por una llanura muy seca.
La franja costera de la Eritrea continental da al mar Rojo y tiene 1151 km de longitud. En esta región se alcanzan máximos anuales de 50 °C. El país también posee islas en el mar Rojo cuyas líneas costeras se extienden a lo largo de 1083 km. Las zonas altas del sur de Eritrea son más secas y frescas que el resto del país. Las islas Dahlak se hallan a algunos kilómetros de la costa y sus aguas son ricas en pesca. En Eritrea se encuentra el desierto de Danakil y la depresión de Kobar, situada a 130 metros bajo el nivel del mar.

### Clima
En función de las variaciones de temperatura, Eritrea puede dividirse a grandes rasgos en tres grandes zonas climáticas: la zona de clima templado, la zona de clima subtropical y la zona de clima tropical.
El clima de Eritrea está determinado por sus diversas características topográficas y su ubicación en el trópico. La diversidad del paisaje y la topografía en las tierras altas y bajas de Eritrea dan lugar a la diversidad del clima en todo el país. Las tierras altas tienen un clima templado durante todo el año. El clima de la mayoría de las tierras bajas es árido y semiárido. La distribución de las precipitaciones y los tipos de vegetación varían notablemente en todo el país. El clima eritreo varía en función de las diferencias estacionales y altitudinales.
Debido a su diversidad física, Eritrea es uno de los pocos países donde se pueden experimentar "cuatro estaciones en un día". En las tierras altas (hasta 3.000 m sobre el nivel del mar), los meses más calurosos suelen ser mayo, con temperaturas que alcanzan los 30 C, mientras que el invierno se produce entre diciembre y febrero, cuando las temperaturas pueden bajar hasta los -10 C por las noches, produciendo nevadas copiosas. La capital, Asmara, tiene una temperatura agradable durante todo el año.

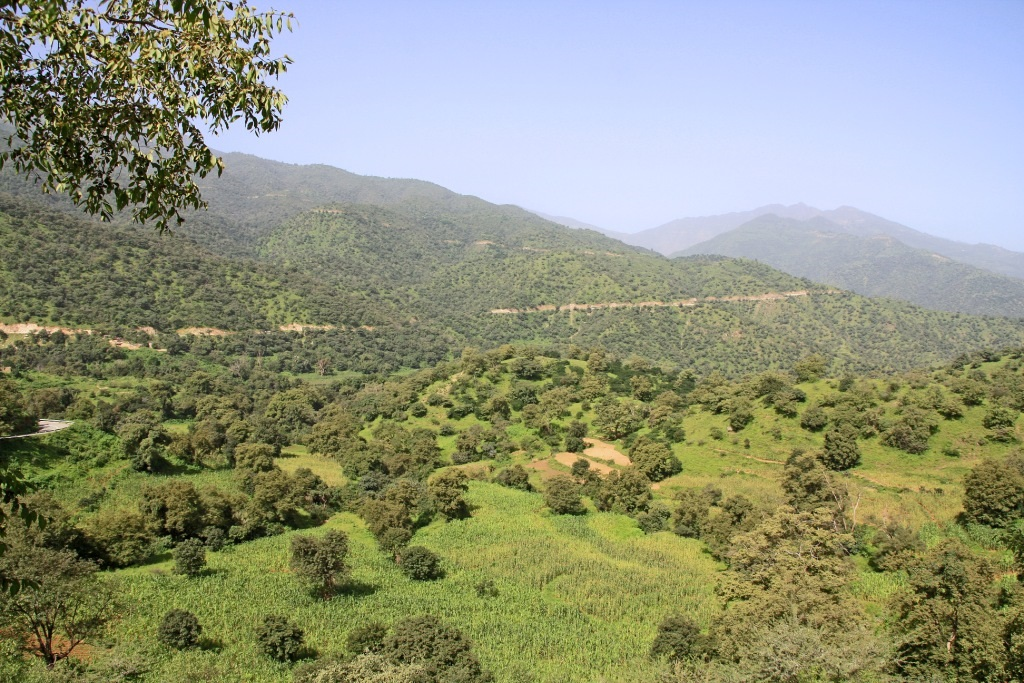
Paisaje de Eritrea cerca de Masawa

En las tierras bajas y en las zonas costeras, el verano se produce entre junio y septiembre, cuando las temperaturas pueden alcanzar los 40 °C. En invierno, las temperaturas oscilan entre los 21 °C y los 35 °C entre febrero y abril. Según un análisis de 2022, los costes previstos para que Eritrea se adapte y evite las consecuencias medioambientales del cambio climático van a ser elevados.
Eritrea está situada en las latitudes subsaharianas, donde predomina el clima sahariano. El límite oriental del desierto del Sahara cubre la parte central de Eritrea, donde la precipitación media anual mínima es inferior a 100 mm. Las precipitaciones aumentan gradualmente hacia el sureste. Preocupa la progresiva invasión del desierto sahariano desde el noroeste, agravada por la persistencia de episodios de sequía más prolongados. A partir de estudios anteriores, se han propuesto diferentes puntos de vista sobre los posibles mecanismos y causas de estos episodios de sequía.
En general, las precipitaciones son escasas en Eritrea y varían considerablemente de un año a otro. El altiplano central recibe la mayor parte de la lluvia, pero debido a lo accidentado del terreno y a la delgada formación del suelo, en gran parte deforestado, la mayor parte del agua de lluvia se canaliza a través de crecidas repentinas. La infiltración de agua en el suelo es, por tanto, extremadamente baja. En altitudes más bajas, la infiltración del agua del suelo también es baja debido a la elevada evaporación y a la menor pluviosidad.

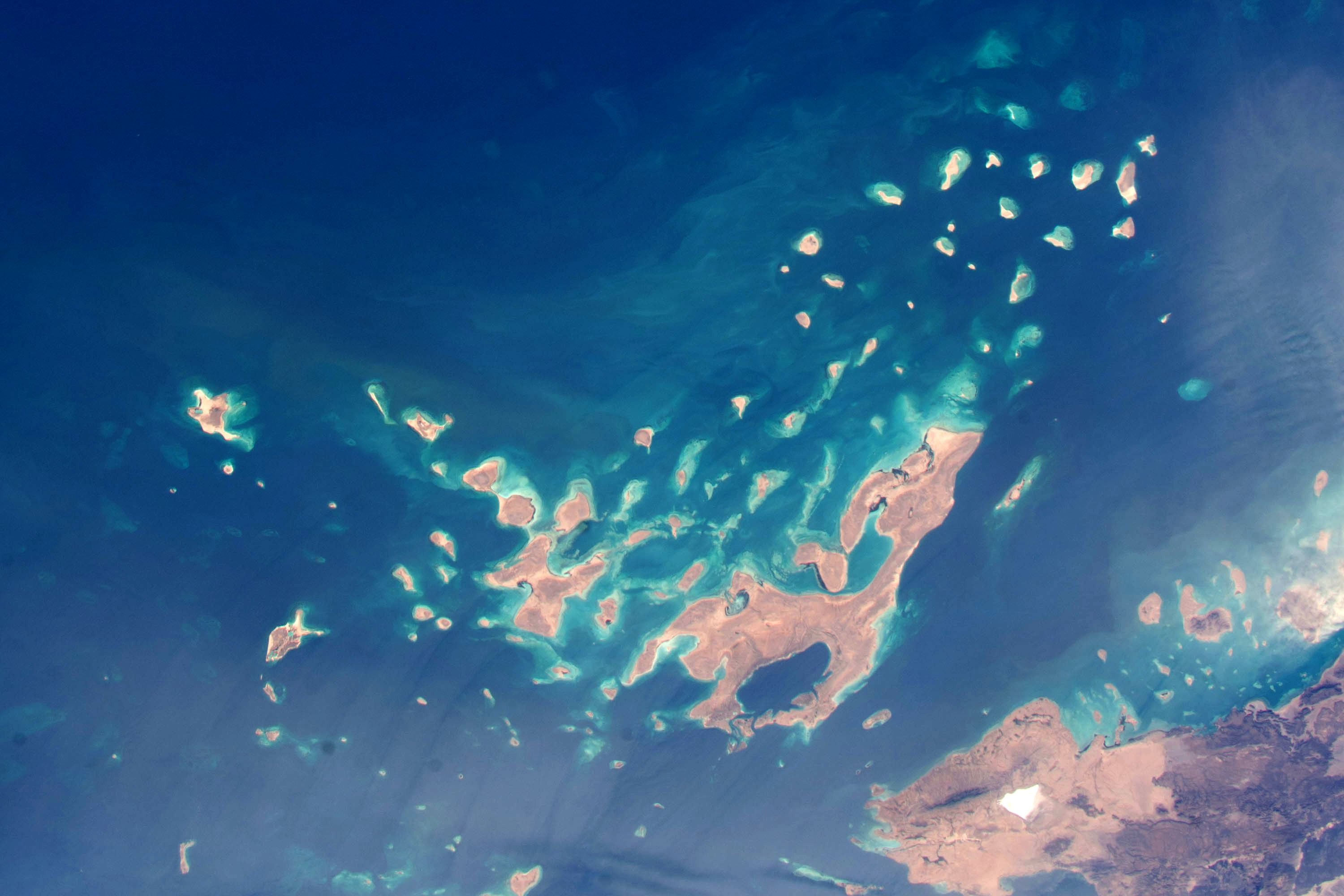
Islas Dahlak en Eritrea

Eritrea experimenta altas temperaturas por estar situada en las latitudes subtropicales del hemisferio norte. Sin embargo, las temperaturas están muy influenciadas por la topografía local, que provoca notables diferencias de temperatura espacial que oscilan entre una temperatura media anual de 10 C y 34 C. Las temperaturas aumentan hacia las tierras bajas orientales y occidentales, y disminuyen hasta un mínimo en las tierras altas centrales que atraviesan el país en dirección meridional.

### Geología
La geología de Eritrea, en el este de África, se compone a grandes rasgos de rocas precámbricas en el oeste, rocas sedimentarias glaciares paleozoicas en el sur y sedimentos cenozoicos y volcánicos a lo largo de la zona costera adyacente al mar Rojo. Las rocas precámbricas estuvieron implicadas en el proceso de orogenia, que es cuando una sección de la corteza terrestre se deforma para formar una cadena montañosa. Los sedimentos mesozoicos de los horsts de Danakil y Aysha, que son bloques levantados de la corteza terrestre, se deformaron.

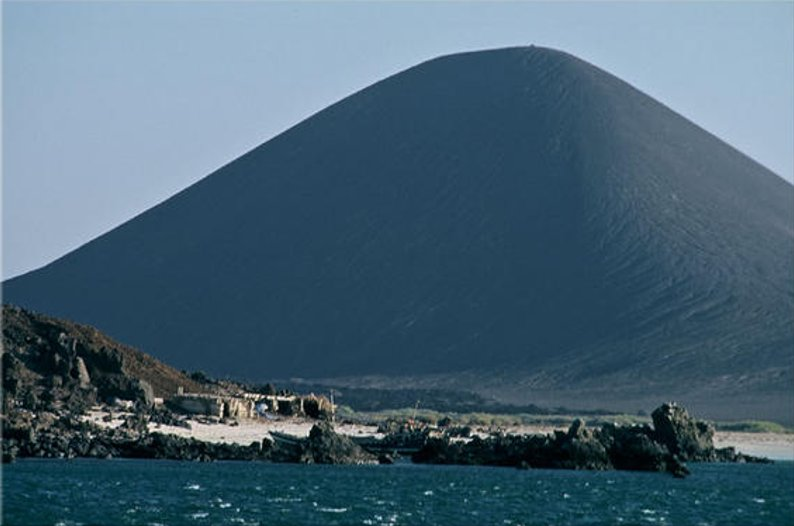
Volcán en el sur de Eritrea

Las rocas más antiguas incluyen metasedimentos y basamentos gnéisicos más antiguos pertenecientes a diferentes terrenos proterozoicos. En la zona costera del Mar Rojo hay sedimentos mesozoicos de origen marino. En los sedimentos de esta zona se encuentran varios flujos de basalto del Mioceno, mientras que los basaltos de la serie de Adén datan del Plioceno al Holoceno, y algunos fueron extruidos durante una importante fase de levantamiento durante el Pleistoceno.
El país produce sal, yeso y caolín, pero también posee recursos de amianto, baritina, potasa y talco. Los recursos metálicos incluyen cobre, oro, mineral de hierro, plomo, zinc, plata y magnesio. En los últimos años se han descubierto yacimientos de sulfuro masivo volcanogénico polimetálico de alta ley. La mayor parte de la producción mineral del sur del país se eliminó debido a las tensiones derivadas de los conflictos en curso con Etiopía. A finales de los años 90 se extraían anualmente unos 500 kg de oro.

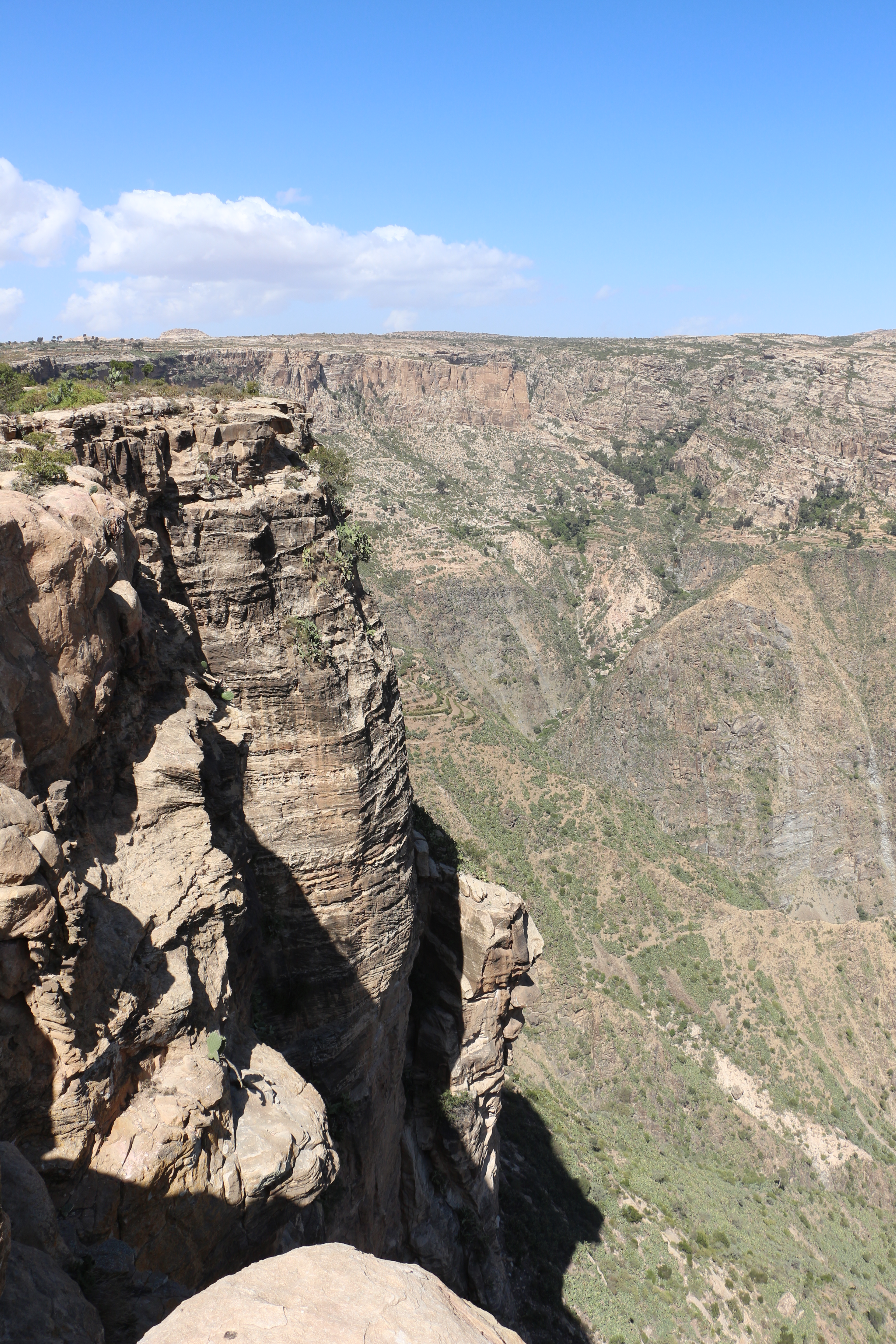
Cañón en Kohaito

En la depresión de Dallol se encuentran grandes cantidades de evaporitas del Neógeno, como halitas, yeso y sal potásica.
El paisaje de Eritrea es muy variable y refleja la compleja historia geológica de la zona, que sólo comparte parcialmente con las demás regiones del Cuerno de África. La geomorfología estructural de Eritrea se ha investigado mediante estudios de campo, revisiones bibliográficas y unos pocos perfiles topográficos orientados de este a oeste a través del país. La información recopilada permitió elaborar un nuevo mapa geológico esquemático. 
Las deformaciones más antiguas de la corteza controlaron la orientación de los principales sistemas fluviales, mientras que los acontecimientos tectónicos posteriores afectaron a sus redes de drenaje aguas arriba. La historia geológica de Eritrea es muy larga, ya que comenzó en el Neoproterozoico, aunque estuvo jalonada por algunos intervalos de inactividad más o menos largos. 
Los accidentes geográficos modernos se deben a los efectos combinados de la fuerte elevación a la que estuvo sometido todo el Cuerno de África durante el Cenozoico y el actual clima árido. La erosión fluvial dio lugar a la acumulación de depósitos clásticos, de algunos miles de metros de espesor, que dieron origen al cinturón costero. A pesar de una tasa de denudación media de 30 mm/ka (un valor similar a los inferidos para el alto Nilo Azul y otras zonas con una configuración estructural similar), aún se conservan rocas duras como las lateritas, formadas sobre antiguas superficies de penillanura, y su elevación actual a lo largo de los perfiles este-oeste atestigua una impresionante dislocación hacia arriba de unos 2.500 m asociada al impacto de la Pluma de Afar. 

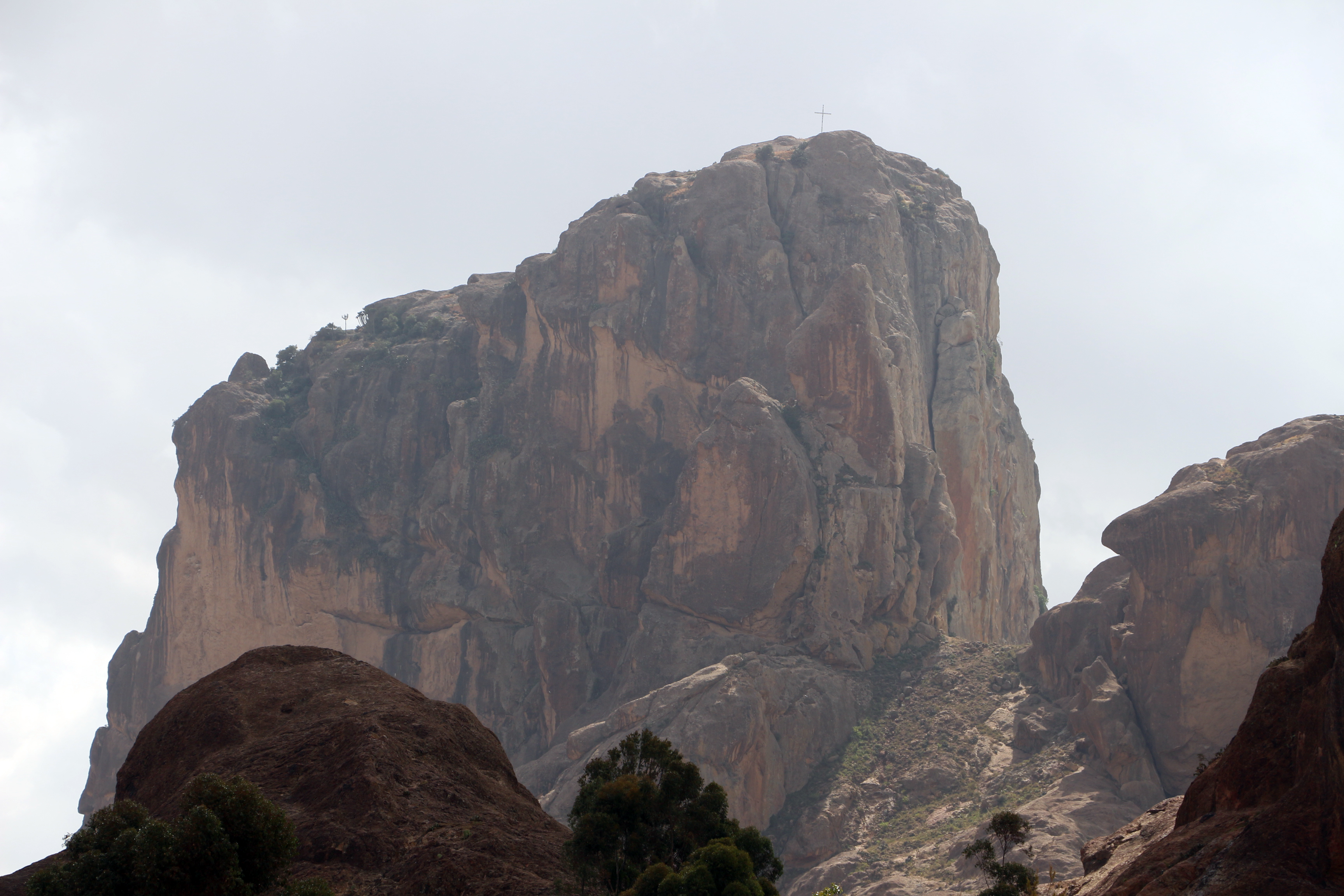
Macizos de Senafe

En Eritrea, el emplazamiento de basaltos Trap es espacialmente bastante limitado, especialmente si se compara con la impresionante expansión a lo largo de la vecina Etiopía. La mayor parte de la actividad volcánica de Eritrea es reciente (Cuaternario) y está asociada a las últimas fases de la formación de la depresión de Danakil. En la actualidad, las condiciones áridas y la morfología volcánica confieren al Danakil eritreo un paisaje único y fascinante.

### Fauna
Eritrea cuenta con varias especies de mamíferos y una rica avifauna de 560 especies de aves.
Eritrea alberga un gran número de mamíferos. Se han registrado 126 especies de mamíferos, 90 de reptiles y 19 de anfibios. La aplicación de la normativa ha contribuido a aumentar su número de forma constante en todo el país. Entre los mamíferos más comunes hoy en día se encuentran la liebre abisinia, el gato salvaje africano, el chacal dorsinegro, el lobo dorado africano, la gineta, la ardilla de tierra, el zorro pálido, la gacela de Soemmerring y el facóquero. La gacela Dorcas es común en las llanuras costeras y en Gash-Barka.

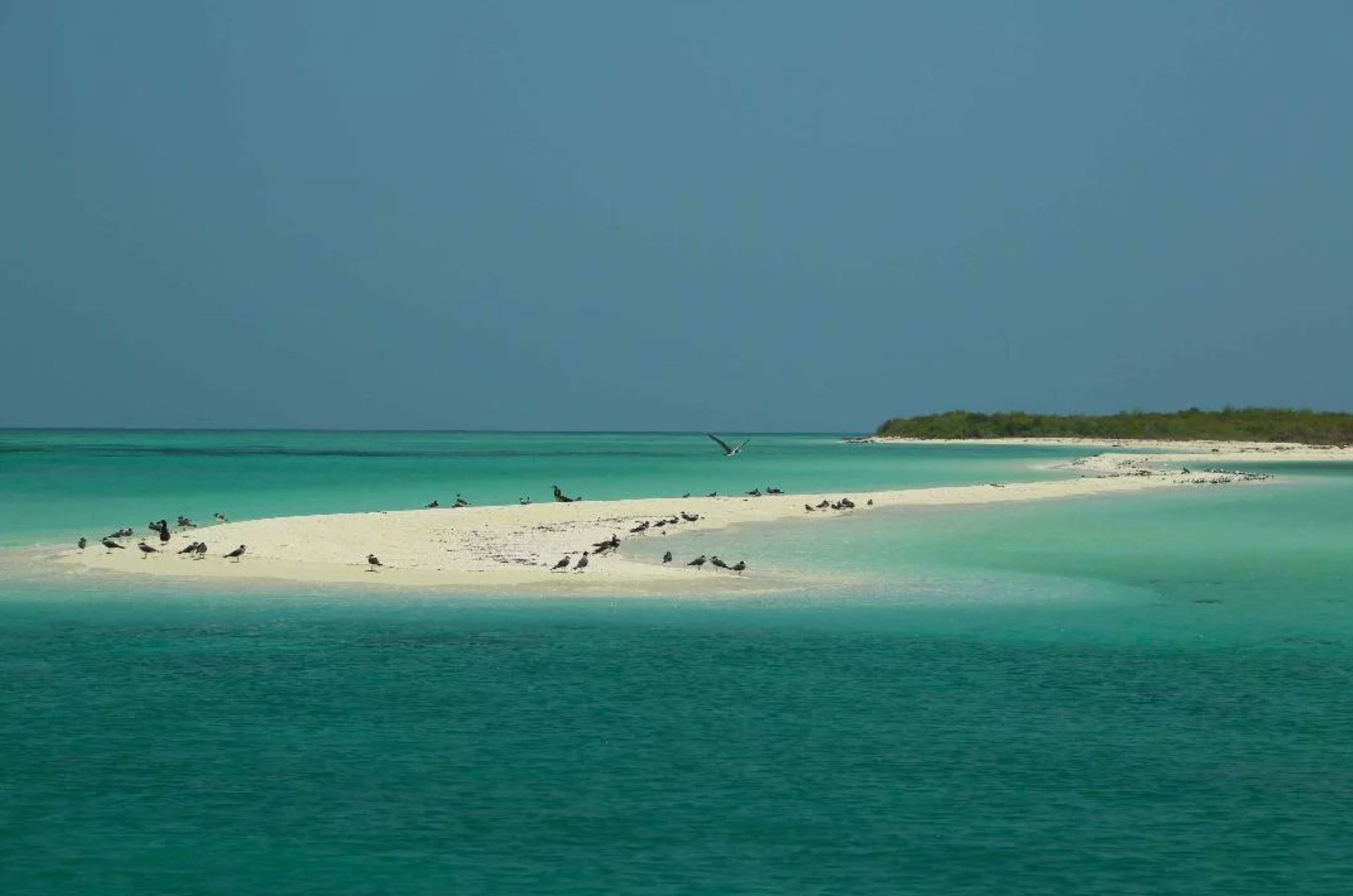
Aves en la isla Madote una de las cerca de 200 que forma el Archipiélago de Dahlak

Se dice que los leones habitan en las montañas de la región de Gash-Barka. Los dik-diks pueden encontrarse en muchas zonas. El asno salvaje africano, en peligro de extinción, puede verse en la región de Denakalia. Otros animales salvajes locales son el bushbuck, el duiker, el gran kudu, el Klipspringer, el leopardo africano, el oryx y el cocodrilo. La hiena manchada está muy extendida y es bastante común.
Históricamente, se sabía que una pequeña población de elefantes africanos de la sabana merodeaba por algunas partes del país. Sin embargo, entre 1955 y 2001 no se registraron avistamientos de manadas de elefantes, y se cree que fueron víctimas de la guerra de independencia. 
En diciembre de 2001, se observó una manada de aproximadamente 30 ejemplares, incluidos 10 jóvenes, en las proximidades del río Gash. Los elefantes parecían haber formado una relación simbiótica con los babuinos oliváceos. Los babuinos utilizan los pozos de agua excavados por los elefantes y éstos parecen aprovechar las vocalizaciones de los babuinos desde las copas de los árboles como sistema de alerta temprana. Se calcula que en Eritrea quedan unos 100 elefantes africanos de matorral, los más septentrionales de África oriental.
El perro salvaje africano (Lycaon pictus), en peligro de extinción, se encontraba antes en Eritrea, pero ahora se considera extirpado de todo el país. En Gash-Barka son comunes serpientes como la víbora escamosa. La víbora hocicuda y la cobra roja están muy extendidas y pueden encontrarse incluso en las tierras altas. 

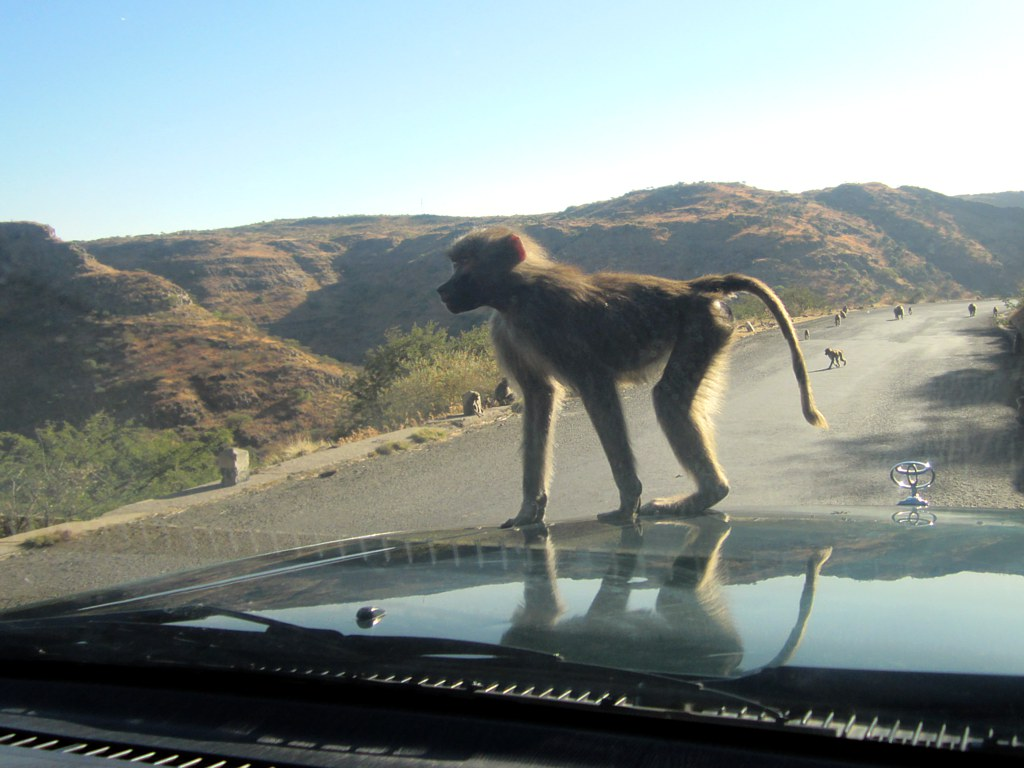
Un babuino hamadryas (Papio hamadryas) un primate que vive en Eritrea

En las zonas costeras, las especies marinas más comunes son el delfín, el dugongo, el tiburón ballena, las tortugas, el marlín, el pez espada y la manta raya. En el país se han registrado 500 especies de peces, 5 tortugas marinas, 8 o más cetáceos y el dugongo.
Eritrea también alberga muchas especies que sólo pueden encontrarse en el país y en Etiopía, entre ellas varios insectos, ranas, mamíferos, serpientes y plantas variadas.

## Ecología
Los biomas predominantes en Eritrea son la sabana en el interior y el desierto en la costa. La WWF divide el territorio de Eritrea entre siete ecorregiones, de oeste a este.

Está ubicada en el extremo sureste del país, en la zona fronteriza con Etiopía y Sudán. Ocupa una superficie de 917 600 km². Limita al norte con las sabana de acacias del Sahel, al este con la selva montana de Etiopía, al sureste con el mosaico de selva y sabana de la cuenca del lago Victoria, la sabana arbustiva de Kenia, la selva montana de África oriental y con la selva montana de la falla Albertina; al sur con el mosaico de selva y sabana del norte del Congo, al oeste con la sabana sudanesa occidental y al noroeste con el mosaico del macizo de Mandara.

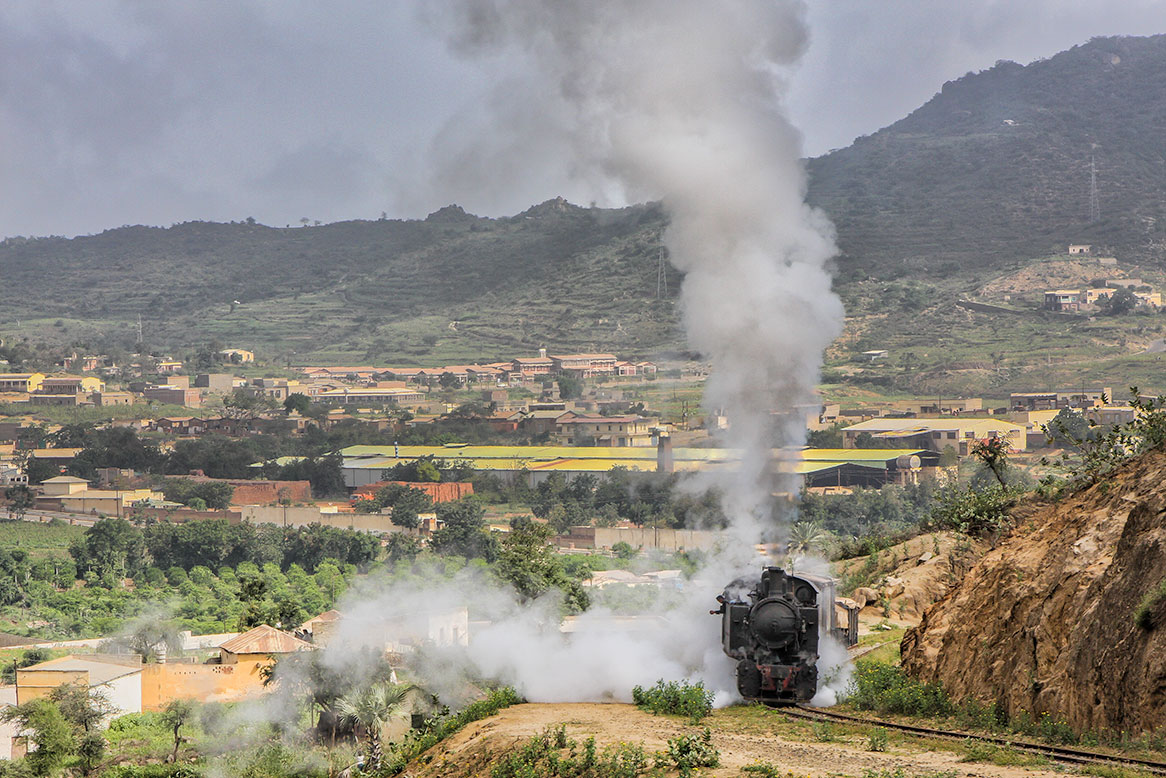
Locomotora de vapor fuera de la capital Asmara, en el ferrocarril de Eritrea

En la flora predominan los árboles y arbustos de Combretum y Terminalia, y la alta sericura de la especie Cenchrus purpureus. Los animales que predominan en esta región son: el elefante africano (Loxodonta africana), el licaón (Lycaon pictus), el guepardo (Acinonyx jubatus) y el leopardo (Panthera pardus). Los rinocerontes blanco y negro eran habitantes nativos de esta región, pero han desaparecido.

### Sabana de acacias del Sahel
Se sitúa en el oeste del país. La vegetación predominante es la sabana arbolada. La especie arbórea más común es la acacia. La fauna es pobre debido a la caza indiscriminada. Limita al norte con la estepa y sabana arbolada del Sahara meridional y varios enclaves del monte xerófilo del Sahara occidental, al noroeste con el desierto costero atlántico y la estepa del Sahara septentrional, al noreste con el desierto costero del mar Rojo, al suroeste con la sabana sudanesa occidental, al sur con el mosaico del macizo de Mandara, al sureste con la sabana sudanesa oriental y la pradera inundada del Sahara, y al este con la selva montana de Etiopía, la sabana arbustiva de Somalia y la pradera y matorral xerófilos de Etiopía.

### Selva montana de Etiopía

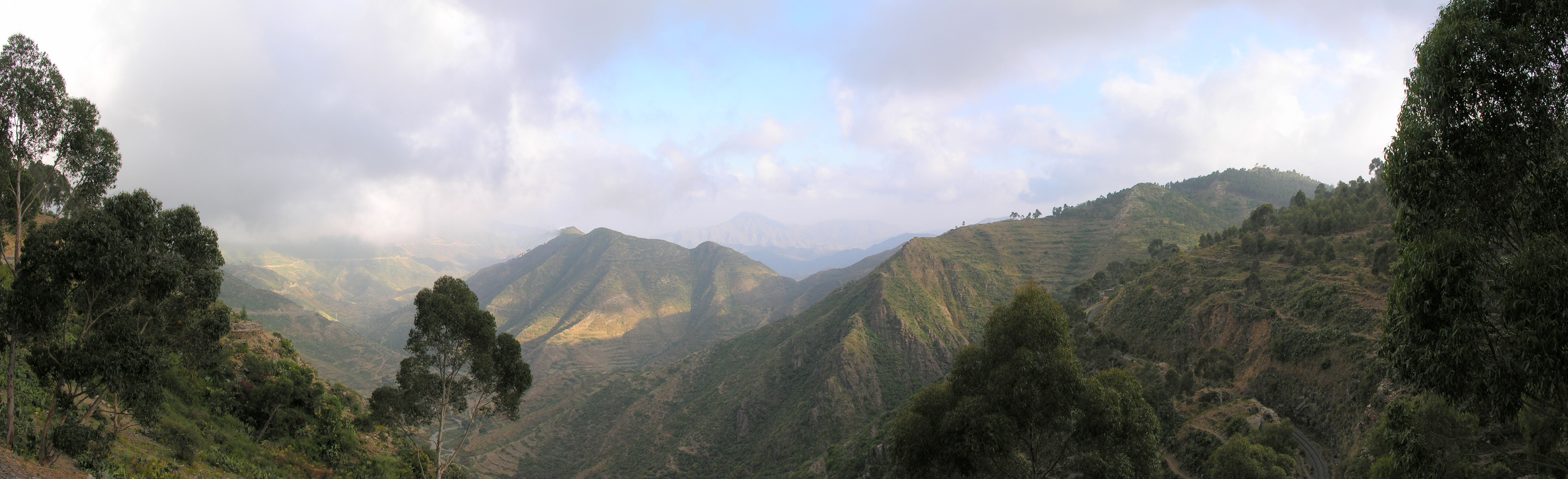
Región de las Tierras Altas de Eritrea.

Se encuentra en el norte, en la prolongación del macizo Etíope, entre los 1100 y 1800 m sobre el nivel del mar. En esta zona se distinguen varias comunidades de plantas: Kolla (selva abierta de baja altitud, dominada por Terminalia, Commiphora, Boswellia y Acacia) weyna dega (en zonas más altas y húmedas, está dominada por coníferas), y el resto está denominado por selva arbustiva. Existe una gran cantidad de mamíferos.

### Pradera montana y monte alto de Etiopía

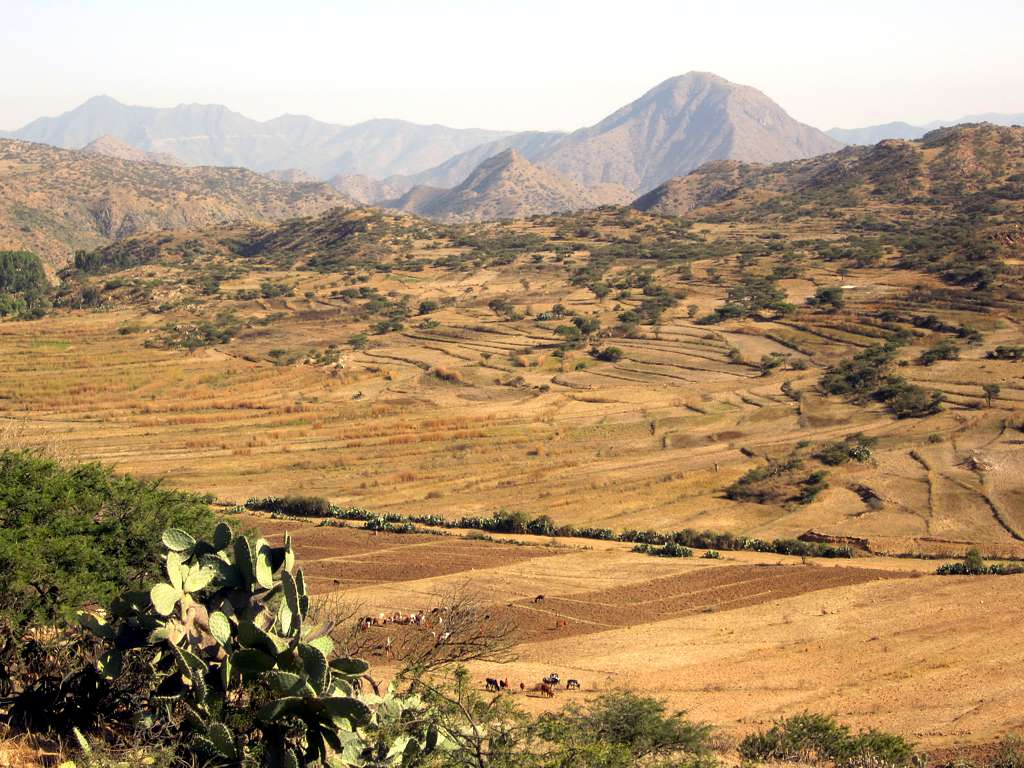
Paisaje árido de Eritrea

Está ubicado en el macizo Etíope, por encima de los 1800 m sobre el nivel del mar. Su vegetación natural se compone de selvas cerradas en las zonas húmedas y monte bajo en las zonas más secas, pero queda muy poco de esta vegetación original. Las zonas de monte bajo abundan en Podocarpus falcatus y Juniperus procera. La mayor parte de la fauna de la región está adaptada al clima frío de las montañas. Está situada en una estrecha franja al este del macizo Etíope. Ocupa una superficie superior a 1 millón de kilómetros cuadrados.

### Pradera y matorral xerófilos de Etiopía
Se halla en la costa oriental de Eritrea. Ocupa una superficie de 152 000 km².

### Desierto costero de Eritrea
Está situado en el extremo sureste, en la costa del estrecho de Bab-el-Mandeb, frente a las costas de Yemen y Arabia Saudí. Es una ecorregión desértica que ocupa una superficie de 4400 km², que va desde Balfair Assoli, en Eritrea, hasta Ras Bir, en Yibuti.

## Economía

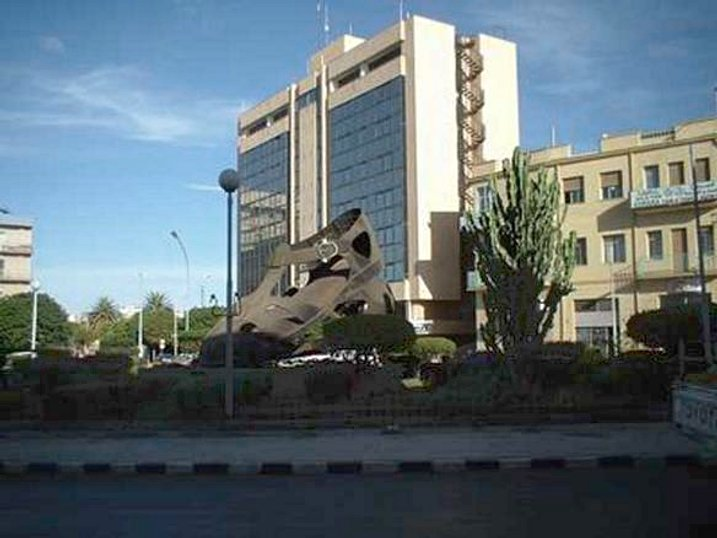
Edificio corporativo en Asmara.

Tras la independencia, en 1993, Eritrea mantuvo una economía de subsistencia similar a la de muchos otros países africanos, con cerca de un 80 % de la población ocupada en la agricultura y la ganadería, agravada por los sucesivos conflictos con Etiopía.
Tras la ofensiva de 2000, Eritrea registró pérdidas por un valor superior a los 825 millones de dólares, con graves daños en el sector agrícola, manteniendo durante tres años un decrecimiento de su economía.
Después del conflicto, y gracias a la intervención gubernamental, se han logrado mejoras importantes en puertos, aeropuertos y comunicaciones por carretera, si bien aún se está muy lejos de conseguir el descenso significativo de la tasa de desempleo y de estabilizar la economía con el fin de mejorar las condiciones de vida del país. No obstante, Eritrea tiene una posición comercial estratégica en el mar Rojo y sus reservas minerales de mármol, granito, plata, cobre, zinc, oro y sílice son muy importantes.

### Agricultura

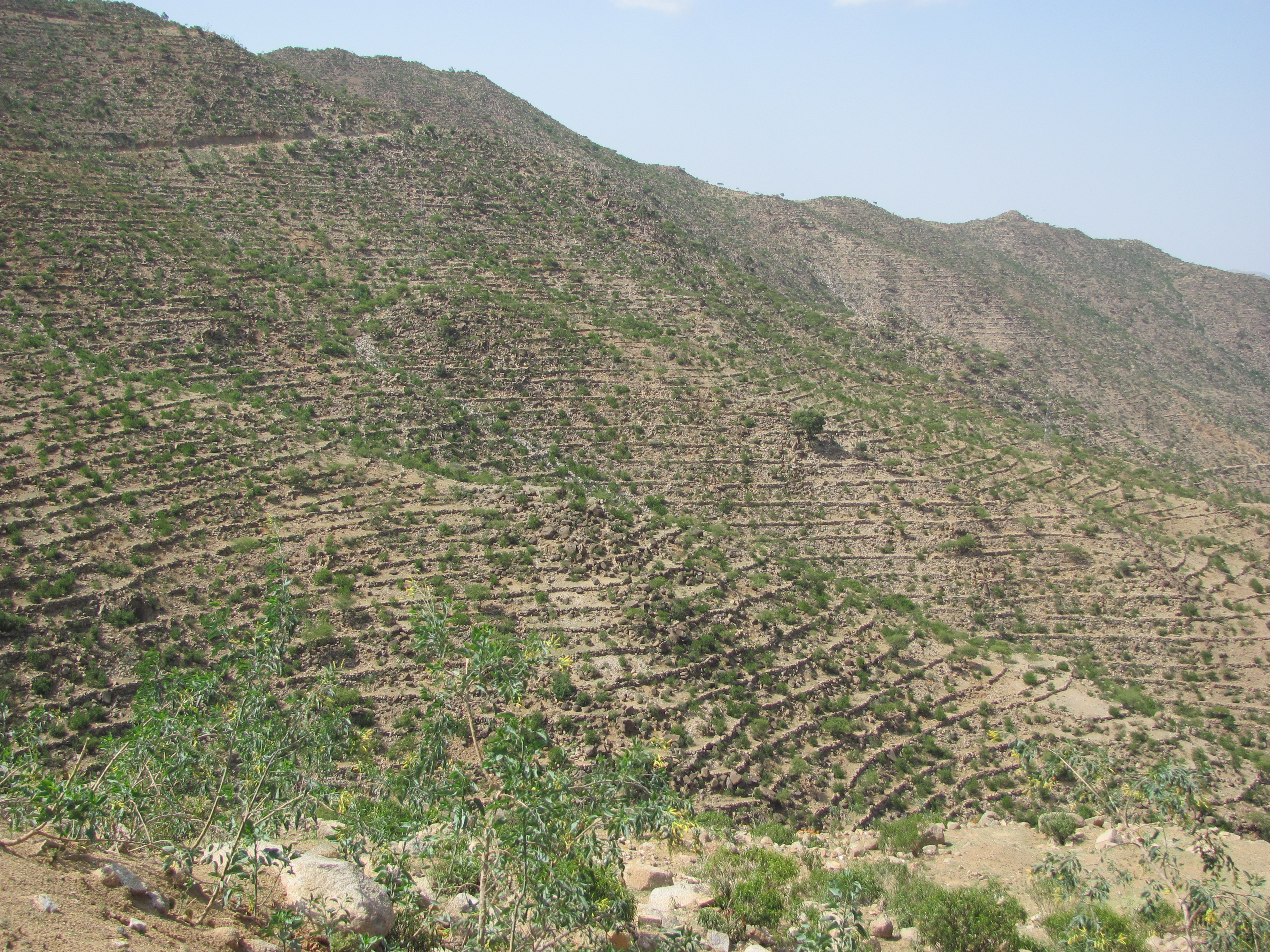
Terraza Agrícola en Eritrea

La agricultura es una de las principales actividades económicas de Eritrea.En 2021, la agricultura representaba el 20% del PIB. Eritrea tiene 565.000 hectáreas (1.396.000 acres) de tierra cultivable y cultivos permanentes.El 70% de la población activa de Eritrea trabaja en la agricultura, lo que supone aproximadamente un tercio de la economía. Los principales productos agrícolas de Eritrea son el sorgo, el mijo, la cebada, el trigo, las legumbres, las verduras, las frutas, el sésamo, las semillas de lino, el ganado vacuno, ovino, caprino y los camellos.
Desde su independencia, Eritrea ha construido 187 presas, cada una con una capacidad superior a 50.000 m3 y las más grandes con una capacidad de 350 millones de m3.Se han construido para combatir la sequía, con fines agrícolas, pesqueros y energéticos. Además, se han construido 600 micropresas.

### Energía
El consumo anual de petróleo en 2001 se estimaba en 370.000 toneladas. Eritrea no tiene producción nacional de petróleo; la Eritrean Petroleum Corporation realiza las compras mediante concurso internacional. Según el Departamento de Comercio de Estados Unidos, existen oportunidades de exploración de petróleo y gas natural tanto en tierra como en el mar; sin embargo, estas perspectivas aún no han fructificado. El uso de la energía eólica, solar e hidroeléctrica ha aumentado ligeramente, debido al crecimiento de las empresas fabricantes de energía solar en el país. El gobierno eritreo ha manifestado su interés por desarrollar fuentes de energía alternativas, como la geotérmica, la solar y la eólica.

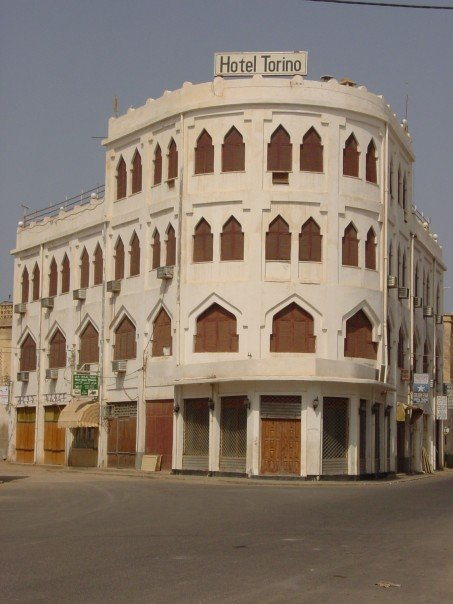
Hotel Torino

### Turismo
El turismo representó el 2% de la economía eritrea hasta 1997. Después de 1998, los ingresos del sector cayeron a una cuarta parte de los niveles de 1997. En 2006 representaba menos del 1% del PIB del país.
Eritrea es miembro de la Organización Mundial del Turismo, que calculó que los ingresos por turismo internacional del país en 2002 fueron de 73 millones de dólares. Fuentes de 2015 afirman que la mayoría de los turistas son miembros de la diáspora eritrea. El número total de visitantes ha aumentado de forma constante en los últimos años y, en 2016, el número anual de visitantes era de 142.000.
El turismo de Eritrea ha visto incrementada su atención en los últimos años. Por ejemplo, en 2019, el país fue incluido en la Cool List de National Geographic. Las áreas destacadas incluyeron la capital, Asmara, conocida por su arquitectura art déco; las islas Dahlak; y las áreas silvestres del país. Lonely Planet también enumera la capital Asmara, las islas Dahlak, la ciudad de Massawa y los sitios arqueológicos como atracciones principales.
La aerolínea de bandera del país, Eritrean Airlines, no tenía vuelos regulares en julio de 2023. Los visitantes internacionales recurren a otras alternativas, como Ethiopian Airlines y Turkish Airlines, para llegar al país.
El Gobierno ha puesto en marcha un plan de desarrollo turístico a veinte años titulado "Plan de Desarrollo Turístico de Eritrea 2020", con el objetivo de desarrollar la industria turística del país y potenciar sus ricos recursos culturales y naturales. El país participa en numerosas ferias de turismo para promocionar el turismo del país. 

## Transporte

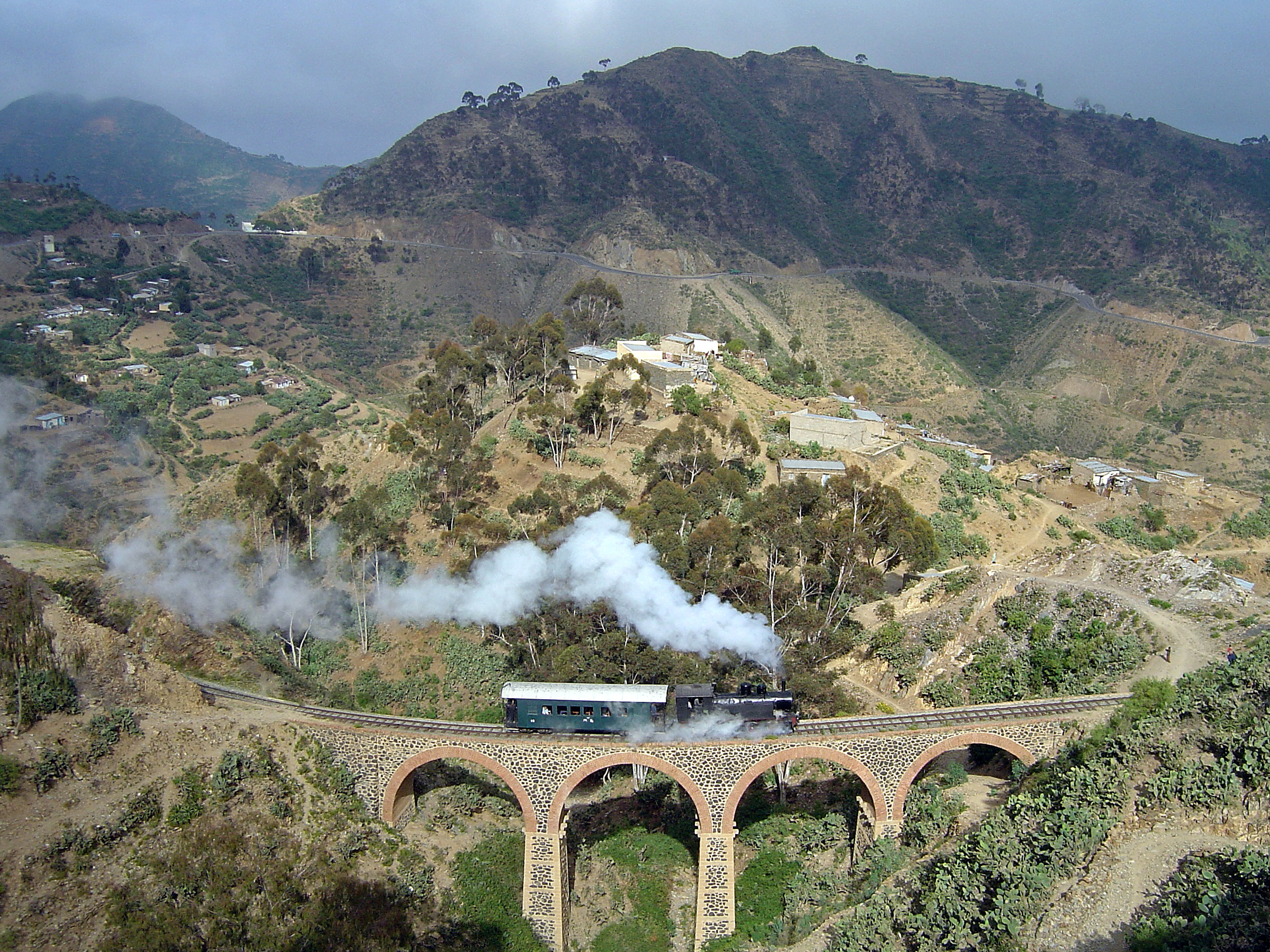
La línea de ferrocarril entre Asmara y Massawa construida bajo el gobierno colonial italiano

El transporte en Eritrea incluye autopistas, aeropuertos, ferrocarril y puertos marítimos, además de diversas formas de transporte público y privado vehicular, marítimo y aéreo.
El sistema de autopistas eritreo se denomina según la clasificación de las carreteras. Los tres niveles de clasificación son: primario (P), secundario (S) y terciario (T). La carretera de nivel más bajo es terciaria y sirve a intereses locales. Normalmente, las terciarias son carreteras de tierra mejorada que ocasionalmente se pavimentan. Durante las estaciones húmedas, estas carreteras suelen volverse intransitables.
La carretera de nivel inmediatamente superior es secundaria y suele ser una carretera asfaltada de una sola capa que conecta las capitales de distrito entre sí y con las capitales regionales. Las carreteras consideradas primarias son las que están totalmente construidas con asfalto (en toda su longitud) y, en general, transportan el tráfico entre las principales ciudades y pueblos de Eritrea.

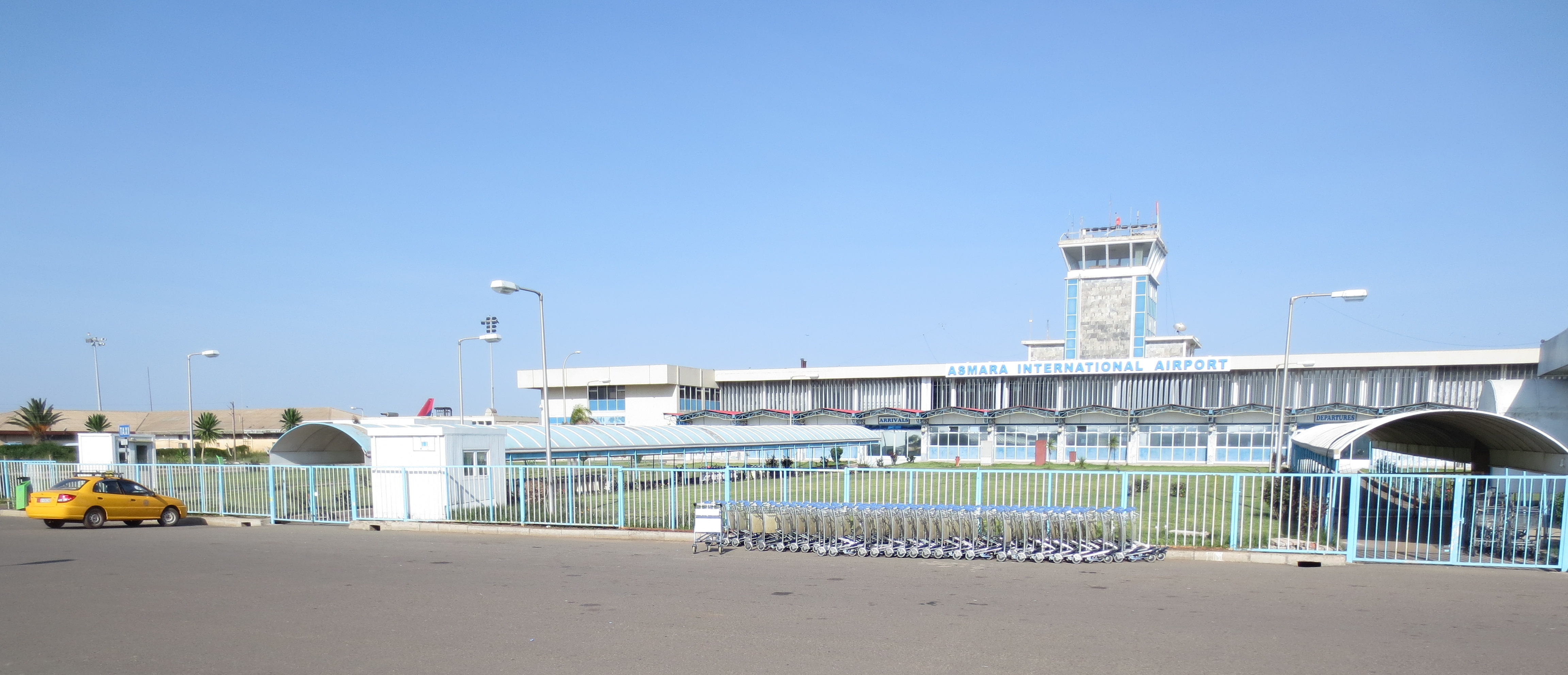
Aeropuerto Internacional de Asmara

En 1999 Eritrea contaba con un total de 317 kilómetros de líneas ferroviarias de 950 mm (3 pies 1+3⁄8 pulgadas) (vía estrecha). El ferrocarril eritreo se construyó entre 1887 y 1932, gravemente dañado durante la II Guerra Mundial y en los combates posteriores, se fue cerrando tramo a tramo hasta su cierre definitivo en 1978. Tras la independencia, se inició su reconstrucción y el primer tramo reconstruido se reabrió en 2003. En 2009, el tramo de Massawa a Asmara estaba totalmente reconstruido y disponible para el servicio.
En los últimos años se ha rehabilitado el resto y el material rodante. El servicio actual es muy limitado debido a la extrema antigüedad de la mayor parte del material ferroviario y a su escasa disponibilidad. Está prevista una nueva reconstrucción. El ferrocarril que unía Agordat y Asmara con el puerto de Massawa estaba inoperativo desde 1978, salvo un tramo de unos 5 kilómetros que se reabrió en Massawa en 1994. Anteriormente existía un ferrocarril que iba de Massawa a Bishia pasando por Asmara y que se está reconstruyendo.

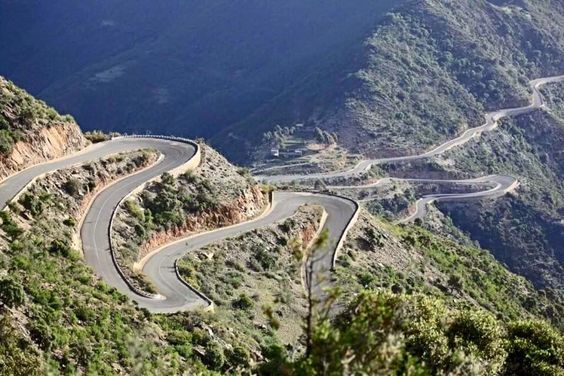
Una carretera en la montañas de Eritrea

Incluso durante la guerra, Eritrea desarrolló sus infraestructuras de transporte asfaltando nuevas carreteras, mejorando sus puertos y reparando las carreteras y puentes dañados por la guerra como parte del programa Wefri Warsay Yika'alo. El más significativo de estos proyectos fue la construcción de una autopista costera de más de 500 km que conecta Massawa con Asseb, así como la rehabilitación del ferrocarril eritreo. Se ha restaurado la línea ferroviaria entre el puerto de Massawa y la capital, Asmara, aunque los servicios son esporádicos. A veces se utilizan locomotoras de vapor para grupos de aficionados.

## Demografía

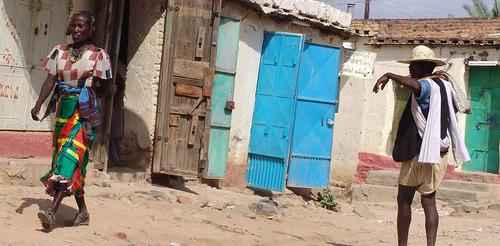
Hombre y mujer en la ciudad de Barentu en Eritrea occidental

Eritrea tiene 6 147 398 habitantes, de los cuales 800.000  vive en la capital, Asmara. Otras poblaciones importantes son Assab (100.000hab.),  Keren (70 000 hab.), Mendefera con 68 000 y Massawa (puerto importante y antigua capital del país) con 37 000.
En Eritrea existen nueve grupos étnicos: los afar, los bilen, los beja (los hedareb), los kunama, los nara, los rashaida, los saho, los tigré y los tigriña.

### Lenguas
Hoy en día se hablan muchas lenguas en Eritrea, aunque no hay ninguna que tenga el carácter de oficial como tal, ya que la Constitución establece la igualdad de "todas las lenguas de Eritrea". Sin embargo, el tigriña y el árabe son los dos idiomas predominantes con fines oficiales. Se emplean también el inglés y el italiano, debido al pasado colonial. 
La mayoría de las lenguas habladas en Eritrea derivan de las ramas semítica y cusita de la familia de lenguas afroasiáticas. Las lenguas semíticas en Eritrea son el tigré, el tigriña, el recién reconocido dahlik y el árabe (hablado nativamente por los árabes rashaida); esos idiomas (principalmente el tigré y tigriña) son hablados como lengua materna por más del 80 % de la población. Las lenguas cusitas en Eritrea son muy numerosas, incluyendo el afar, beja, blin y saho. Las lenguas kunama y nara también se hablan en Eritrea y pertenecen a la familia lingüística nilo-sahariana.

### Religión
| Religión en Eritrea (2020) | Religión en Eritrea (2020) | Religión en Eritrea (2020) | Religión en Eritrea (2020) | Religión en Eritrea (2020) |
| -------------------------- | -------------------------- | -------------------------- | -------------------------- | -------------------------- |
| Religión                   | Religión                   |                            | Porcentaje                 | Porcentaje                 |
| Cristianismo               | Cristianismo               |                            | 62.9 %                     | 62.9 %                     |
| Islam                      | Islam                      |                            | 36.6 %                     | 36.6 %                     |
| Otras religiones           | Otras religiones           |                            | 0.4 %                      | 0.4 %                      |
| Ninguna                    | Ninguna                    |                            | 0.1 %                      | 0.1 %                      |

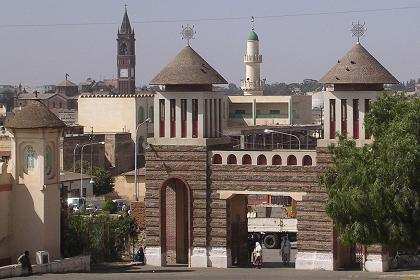
Fotografía con la catedral copta Enda Mariam (en primer plano), torres de la iglesia de la Virgen del Rosario (detrás a la izquierda), mezquita de Al Khulafa Al Rashiudin (detrás a la derecha) en Asmara.

Eritrea tiene dos religiones predominantes: el cristianismo, con el 62,9 % de seguidores; y el islam, que agrupa al 36,2 % de la población. Los cristianos pertenecen principalmente a la Iglesia ortodoxa eritrea, que es un patriarcado de la Iglesia copta y representa el 57,7 % de la población, mientras que también hay una cantidad considerable de católicos (que pertenecen a la Iglesia católica eritrea, un catolicismo de rito oriental que representa el 4,6 % de la población). El protestantismo y otras denominaciones cristianas registradas como los Adventistas del Séptimo Día constituyen el 0,7 % de los habitantes. La mayoría de los musulmanes siguen la rama suní del islam.
Desde mayo de 2002 el Gobierno de Eritrea ha reconocido oficialmente a la Iglesia católica eritrea, la Iglesia copta de Eritrea, el islam suní y a la Iglesia evangélica luterana. Todas las otras religiones y denominaciones están obligadas a someterse a un proceso de registro. Entre otras cosas, el sistema de registro gubernamental requiere que los grupos religiosos tengan que someter la información personal sobre sus miembros para que se les permita operar en el país. Las pocas organizaciones que han cumplido con todos de los requisitos de registro aún no han recibido reconocimiento oficial.
Los Testigos de Jehová, el bahaísmo, y muchas denominaciones del cristianismo protestante no están registradas ni pueden operar libremente en el país. Cuando Eritrea se convirtió en un estado independiente en 1993, los Testigos de Jehová perdieron sus libertades fundamentales como terminar su educación, tener negocios propios o salir del país. Mediante el decreto del 25 de octubre de 1994, el presidente Isaías Afewerki retiró la ciudadanía a los Testigos por no haber votado en el referéndum de 1993 sobre la independencia y por objetar al servicio militar. Desde entonces, las autoridades han encarcelado, torturado y perseguido a los testigos de Jehová con la intención de obligarlos a renegar de su fe.

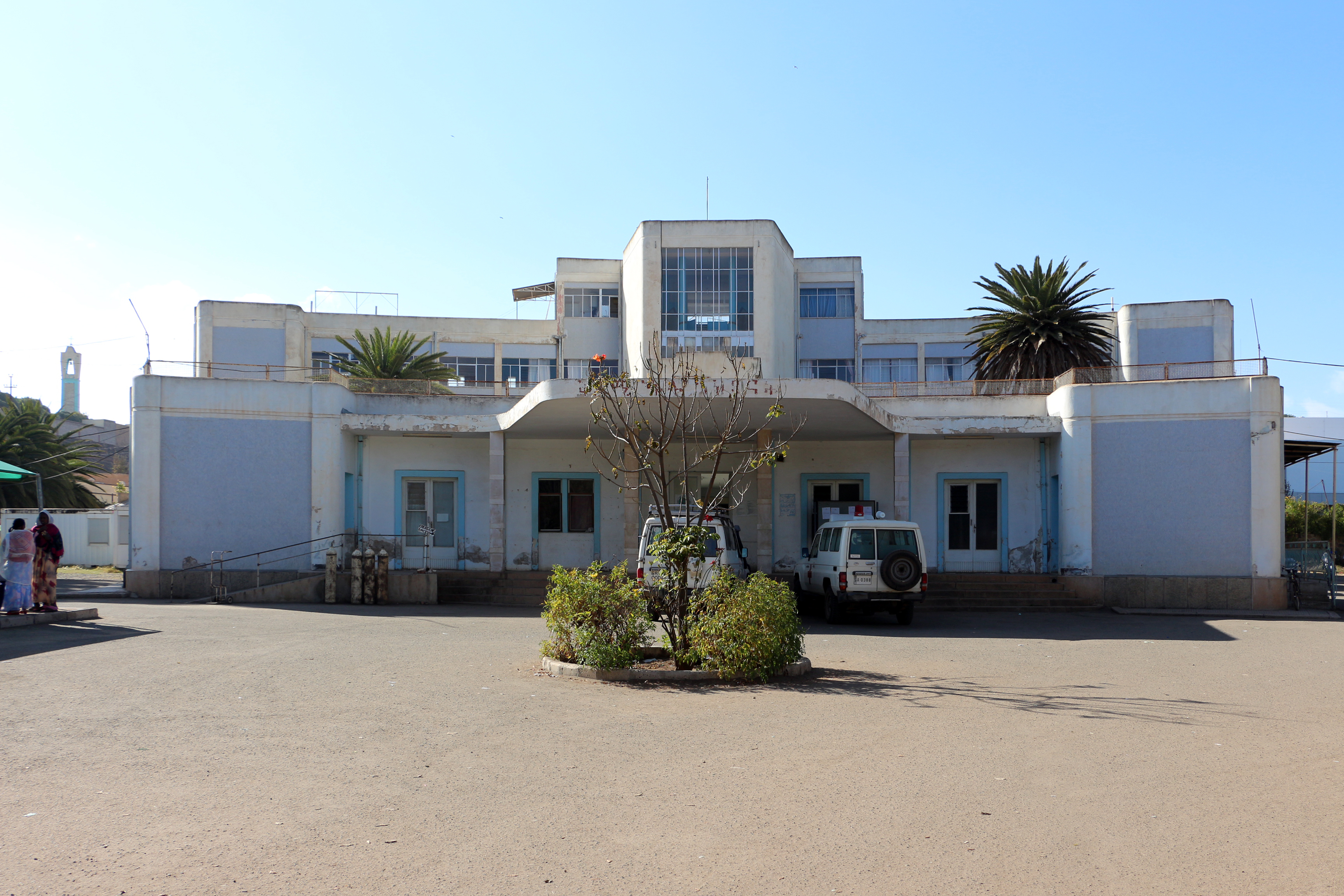
Hospital en Asmara

### Salud
La tasa de fecundidad en Eritrea es de aproximadamente de 5 nacimientos por mujer. Una de las principales causas de muerte de los recién nacidos son las infecciones severas. La malaria y la tuberculosis son comunes en Eritrea.
La prevalencia del VIH entre el grupo de 15 a 49 años supera el 2 %. En 2002, solo el 28 % de los partos fueron atendidos por personal sanitario especializado. El gasto per cápita en salud es bajo en Eritrea. En la última década del siglo XX, la mortalidad materna ha disminuido considerablemente.

### Educación

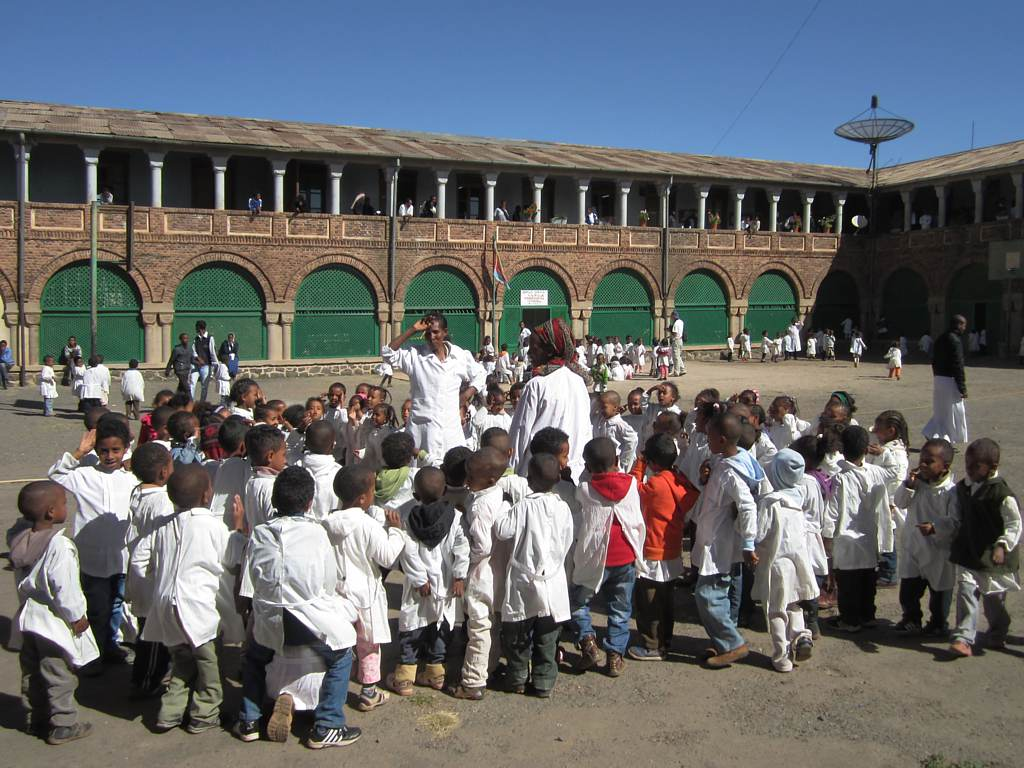
Una escuela católica en Eritrea muestra de la influencia italiana en el país

Hay cinco niveles educativos en Eritrea: preescolar, primaria, media, secundaria y postsecundaria. Hay cerca de 238 000 estudiantes en la primaria, media y educación secundaria. Hay aproximadamente 824 escuelas en Eritrea y dos universidades (la Universidad de Asmara y el Instituto de Ciencia y Tecnología), así como varias universidades y escuelas técnicas más pequeñas.
Uno de los objetivos más importantes de la política educativa de Eritrea es proporcionar educación básica en cada una de las lenguas maternas de Eritrea, así como el desarrollo de una población automotivada y consciente para combatir la pobreza y las enfermedades. Además, pretende proveer los equipos para producir una sociedad que esté dotada con las habilidades necesarias para funcionar en la economía moderna.
El sistema de educación en Eritrea también está diseñado para promover la escolarización del sector privado, la igualdad de acceso para todos los grupos (es decir, para evitar la discriminación de género, la discriminación étnica y la discriminación por clase) y promover la educación continua, tanto formal como informal.
La educación en Eritrea incluye jardines de infantes para niños de ambos sexos.

## Cultura

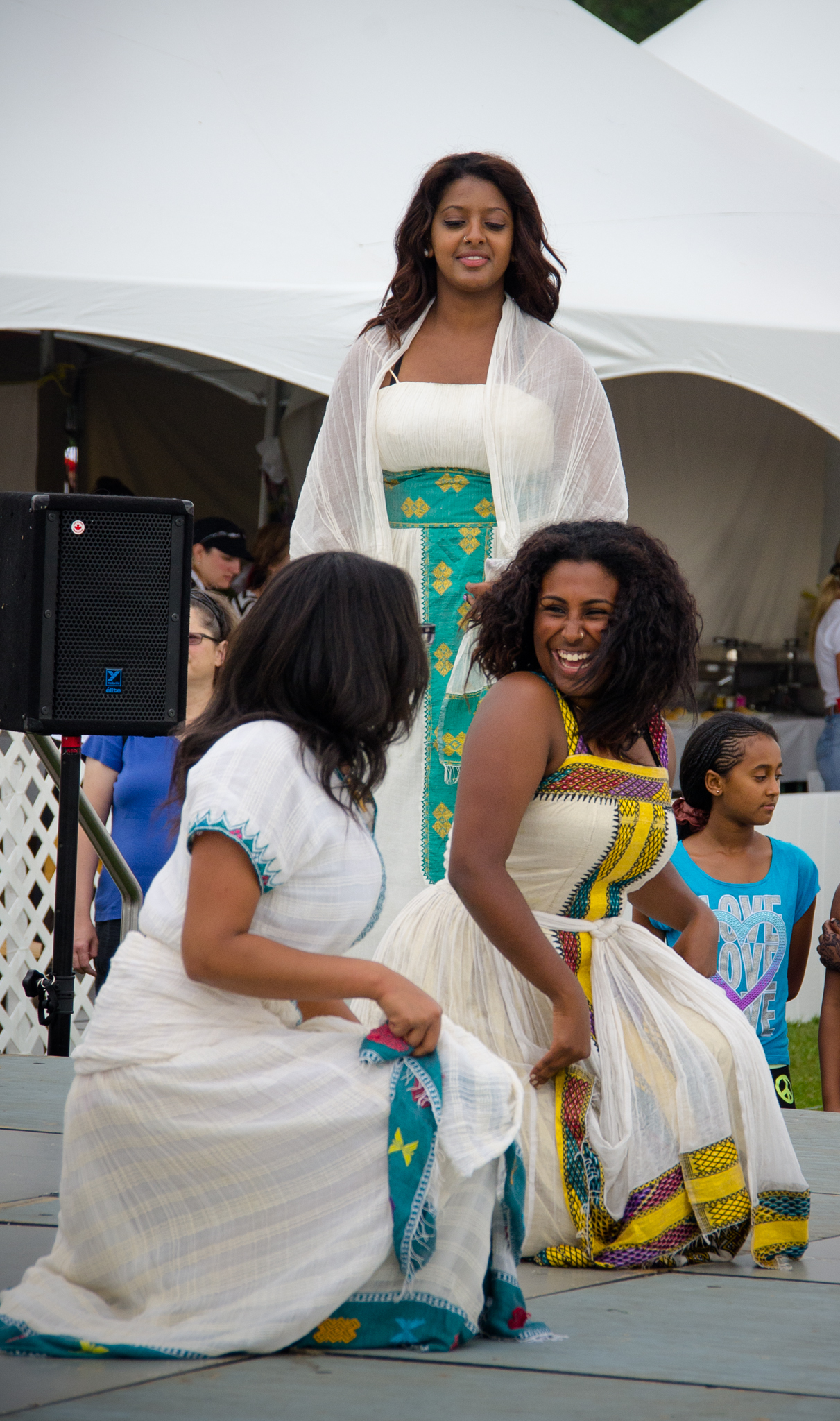
Mujeres eritreas en danza tradicional

Eritrea es un país plurilingüe. La mayoría de las lenguas habladas allí provienen de dos grandes familias, la semítica y la cusita. Las lenguas semíticas de Eritrea son el árabe (hablado nativamente por la etnia rashaida), el tigriña, el tigré y el dahlik. Entre ellas, el tigriña y el tigré son la primera lengua para alrededor del 80 % de la población del país. Las lenguas cusitas de Eritrea son numerosas, e incluyen el afar, el beya, el blin y el saho. También se habla el kunama y el nara, dos idiomas pertenecientes a la familia de las lenguas nilo-saharianas. El inglés se usa en un mayor grado en la educación, y también el italiano es una lengua importante.
La cocina de Eritrea posee ciertas similitudes con las de Etiopía y Oriente Medio debido a su situación geográfica.

### Gastronomía
Un plato tradicional eritreo típico consiste en injera acompañada de un guiso picante, que suele incluir ternera, pollo, cordero o pescado. En general, la cocina eritrea se parece mucho a la de su vecina Etiopía, aunque la cocina eritrea suele incluir más marisco que la etíope debido a su situación costera. Los platos eritreos también suelen tener una textura más "ligera" que los etíopes. Asimismo suelen emplear menos mantequilla y especias condimentadas y más tomate, como en el manjar tsebhi dorho.
Además, debido a su historia colonial, la cocina eritrea presenta más influencias italianas que la etíope, como más pasta y un mayor uso del curry en polvo y el comino. La cocina italoeritrea empezó a practicarse durante la época colonial del Reino de Italia, cuando un gran número de italianos se trasladó a Eritrea. Llevaron a Eritrea el uso de la pasta, que es uno de los principales alimentos consumidos en la actual Asmara. Surgió una cocina italoeritrea, y los platos más comunes son la "pasta al sugo e berbere" (pasta con salsa de tomate y especias berbere), la lasaña y la "cotoletta alla Milanese" (milanesa de ternera).
Además del café, se consumen bebidas alcohólicas locales. Entre ellas se encuentran el sowa, una bebida amarga elaborada con cebada fermentada, y el mies, un vino de miel fermentada.

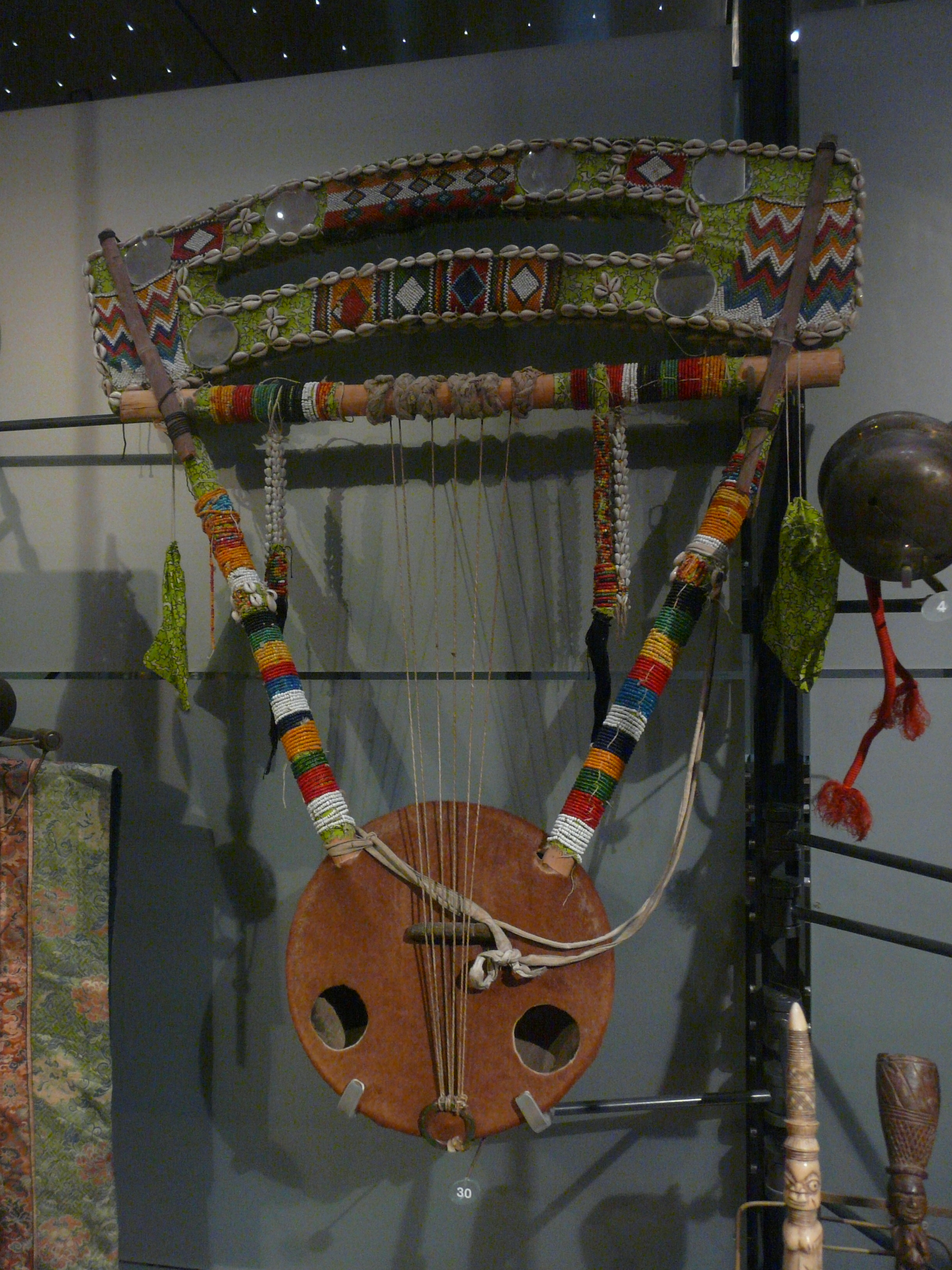
Una rababa instrumento musical que se usa en Eritrea

### Música
Cada grupo étnico de Eritrea tiene su propio estilo de música y danzas. Entre los tigriña, el género musical tradicional más conocido es la guaila. Los instrumentos tradicionales de la música popular eritrea son el krar de cuerda, el kebero, la begena, el masenqo y el wata (rudimentario primo lejano del violín). Una artista eritrea popular es la cantante tigriña Helen Meles, que destaca por su potente voz y su amplio registro. Otros músicos locales destacados son el cantante kunama Dehab Faytinga, Ruth Abraha, Bereket Mengisteab, el difunto Yemane Ghebremichael y el difunto Abraham Afewerki.
La danza desempeña un papel importante en la sociedad eritrea.Los nueve grupos étnicos tienen muchas danzas exuberantes. Los estilos de baile difieren entre los grupos étnicos; por ejemplo, las etnias Bilen y Tigre agitan los hombros, mientras permanecen de pie girando en círculo hacia el final de la danza, lo que difiere de los Tigriña, que primero bailan girando en sentido contrario a las agujas del reloj, pero más tarde lo cambian por un baile de ritmo rápido y al mismo tiempo rompen la rotación circular. El grupo étnico kunama tiene danzas que incluyen rituales, a saber: "uka (ritos de paso); indoda (oraciones para que llueva); sangga-nena (mediación pacífica); y shatta (exhibiciones de resistencia y valor). Suelen tener un carácter trepidante y se acompañan con golpes de tambor.

## Deporte
El atletismo es importante en el país, ya que cuenta con especialistas en carreras de distancia larga como Zersenay Tadesse, quien fue el único deportista eritreo que logró una medalla de bronce en los Juegos Olímpicos de Atenas 2004. Ghirmay Ghebreslassie fue campeón del mundo de Maratón en Pekín 2015.

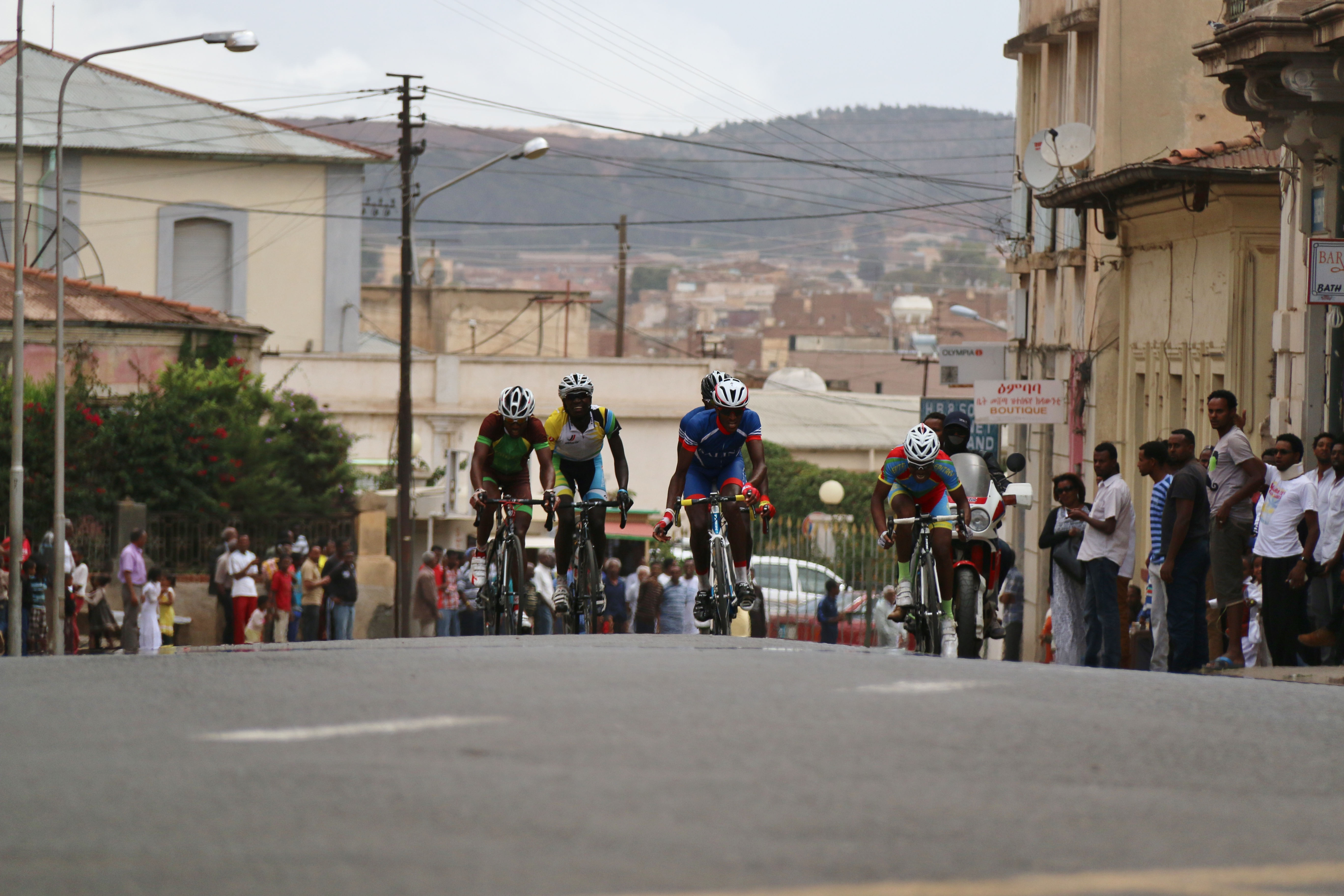
Giro dell’ Eritrea en Asmara.

El ciclismo cuenta con una gran afición. Este deporte fue introducido por los colonizadores italianos. Hay muchas carreras en todo el país, y varios de los mejores ciclistas eritreos compiten profesionalmente en equipos UCI ProTeam (máxima categoría). Daniel Teklehaymanot fue ganador del Campeonato Africano en Ruta y contrarreloj. Otros ciclistas destacados son Natnael Berhane, Mekseb Debesay, Amanuel Ghebreigzabhier y Merhawi Kudus ganador de una etapa del Giro de Italia 2022 (etapa 10) y de la clásica Gante-Wevelgem. También destaca en esta disciplina, el ganador de tres etapas  y el maillot verde en el Tour de Francia 2024, Biniam Girmay.